# علل ناکامی آلمان در عملیات بارباروسا
علل ناکامی آلمان در عملیات بارباروسا به مجموعه عمده عواملی اشاره دارد که طبق آرای تاریخ‌دانان تصور می‌شود بر اثر آن تهاجم نیروهای محور به رهبری آلمان به شوروی در جریان عملیات بارباروسا با ناکامی مواجه شد. مهم‌ترین علت این مسئله در مشکلات تدارکاتی مهاجمان نهفته بود که در اثر عدم بسیج اقتصادی، محدودیت‌های صنعتی، کمبود مواد خام و در راس آن نفت، گستردگی اراضی عملیاتی و نامناسب بودن زیرساخت‌های این اراضی گریبان آن‌ها را گرفت. از طرفی موفق نبودن آلمانی‌ها در برآورد دقیق و صحیح توان سیاسی، اجتماعی و نظامی طرف مقابل، عدم انسجام اهداف عملیاتی و پیش‌بینی‌های اشتباه از عملکرد خود و دشمن نیز از دیگر دلایل این موضوع به حساب می‌آیند. به هر صورت با توجه به وخامت عمومی وضعیت آلمان در جبهه شرقی برجسته‌سازی یک مشکل به تنهایی و نسبت دادن اهمیت تعیین‌کننده به آن صحیح به نظر نمی‌رسد.
تهاجم آلمان به شوروی از منظر نظامی یک اشتباه با نتیجه از پیش مشخص نبود. ناکامی آلمان در عملیات بارباروسا به علت شکست در یک نبرد بزرگ یا عملکرد برتر ارتش سرخ حاصل نشد؛ بلکه ناکامی آن به جهت از دست دادن «توانایی پیروزی» در جنگ بود. آلمان در این عملیات متحمل یک شکست تمام عیار نشد؛ بلکه گرفتار نوعی از جنگ گردید که کاملاً با آنچه برای آن برنامه‌ریزی شده بود، متفاوت بود و در نتیجه برای آن آمادگی نداشت. حصول موفقیت برای آلمان وابسته به حفظ سرعت بالای عملیات بود. طولانی شدن بیش از حد نظام تدارکاتی، فرسودگی لشکرهای زرهی و موتوریزه و پدیداری رزم‌های موضعی همانند جنگ جهانی اول، اثر مخربی بر این مسئله داشت. به وجهی که طبق نتیجه‌گیری دیوید استاهل، عملیات بارباروسا با دچار شدن به این مشکلات، نه در پایان نبرد مسکو بلکه در میانه ماه اوت سال ۱۹۴۱ گرفتار ناکامی شد.

## اجرای عملیات

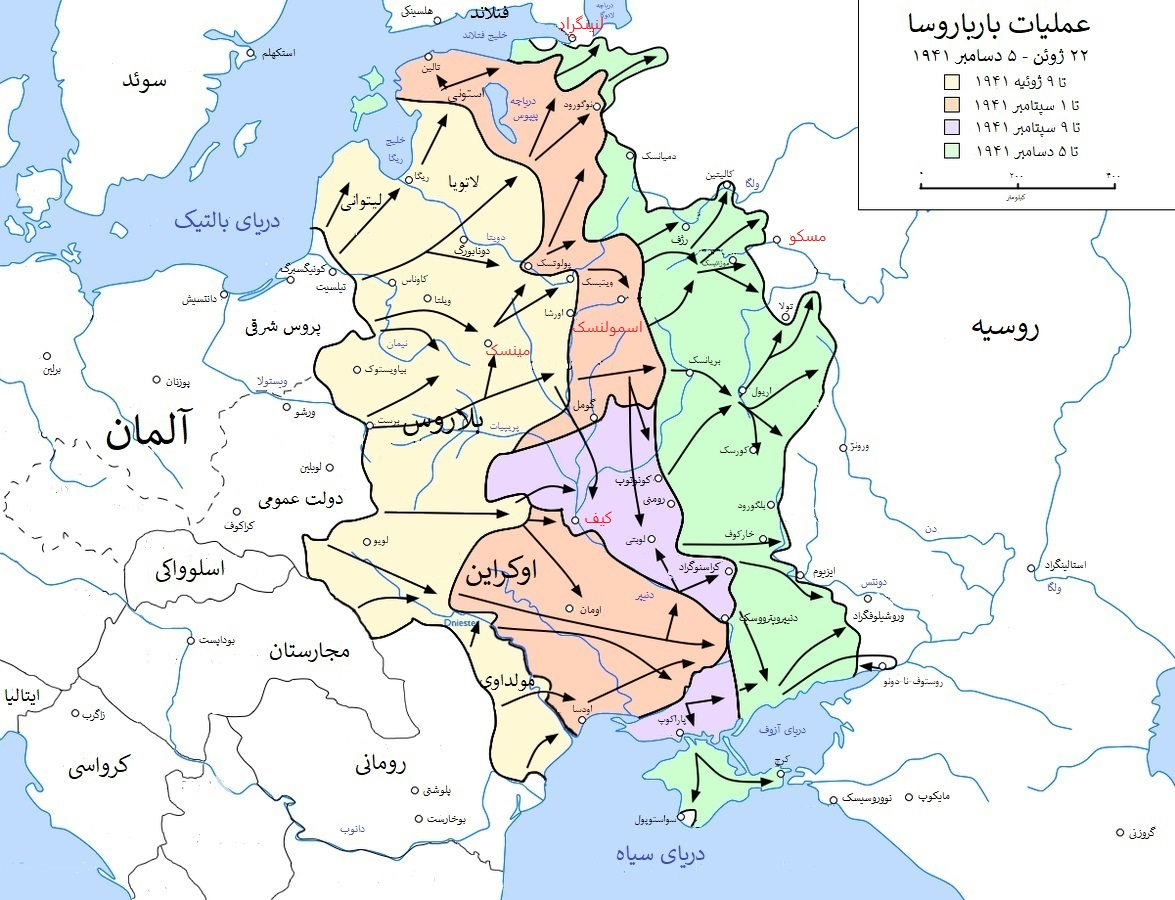
پیشروی نهایی ورماخت در عملیات بارباروسا، ۵ دسامبر ۱۹۴۱

عملیات بارباروسا، تهاجم آلمان به شوروی، از روز ۲۲ ژوئن سال ۱۹۴۱ آغاز شد. نیروهای آلمانی با جلوداری نیروهای زرهی در ابتدا پیشروی سریعی در سه محور راهبردی در عمق خاک شوروی صورت دادند. تا اواخر ماه ژوئیه ورماخت در چند نبرد محاصره‌ای عمده ارتش‌های میدانی متعددی از شوروی را منهدم کرد. آدولف هیتلر، پیشوای آلمان، در این زمان طرح تهاجم مستقیم به مسکو را رد کرد. تصمیم به تمرکز بر مناطق شمالی و جنوبی گرفته شد. با وجود این که این تغییر مسیر موفقیت‌های بزرگ دیگری برای آلمانی‌ها حاصل کرد اما حرکت به سمت مسکو را با تأخیر مواجه ساخت. تهاجم پاییزه ورماخت جهت سلطه بر مسکو، از اوایل ماه اکتبر آغاز شد. این بار نیز در ابتدا دو محاصره بزرگ حول چند ارتش میدانی دشمن ایجاد و آسیب شدیدی به مدافعان مسکو وارد شد. به هر صورت فرایند پاکسازی مناطق تحت محاصره موجب کاهش سرعت عملیات گردید. در همین حال، آغاز فصل گل‌آلود شدن راه‌ها و بارش برف به شدت گریبان‌گیر مهاجمان شد. در این زمان، نیروهای ورماخت همچنان ۸۰ کیلومتر با مرکز مسکو فاصله داشتند. در طول سه هفته بین ۱۴ نوامبر تا ۵ دسامبر ورق بر ضد ورماخت چرخید و تهاجم آن در تمامی طول خط مقدم متوقف گشت. در طول عملیات بارباروسا ارتش سرخ تلفات و خسارات بسیار گسترده‌ای متحمل شد اما در نهایت همچنان در حال فعالیت و رزم بود. در نهایت ضد حمله گسترده ارتش سرخ از روز ۵ دسامبر آغاز شد و با مبارزه چند ماهه دشمن را ۱۰۰ تا ۲۴۰ کیلومتر عقب راند. بدین ترتیب ورماخت با تحمل تلفات سنگین قادر به تصرف مسکو نشد تا با وجود ادامه جنگ، تلاش آلمان برای یک پیروزی سریع در مقابل شوروی ناکام شود و عملیات بارباروسا عملاً به هدف اصلی خود در انهدام ارتش سرخ و ساقط ساختن رژیم شوروی نرسد.

## مشکلات تدارکاتی

### مسئله اقتصاد
بزرگ‌ترین ضعف نیروهای مسلح آلمان در جریان عملیات بارباروسا را می‌توان موضوع تدارکات آن‌ها دانست. بنیادی‌ترین آسیب‌پذیری تدارکاتی آلمان از عدم بسیج اقتصادی این کشور برای جنگ ناشی می‌شد؛ چرا که آدولف هیتلر، پیشوای رایش سوم و سایر رهبران آلمان جنگ با شوروی را یک درگیری کوتاه مدت فرض می‌کردند و آمادگی لازم برای طولانی شدن آن را نداشتند. صنایع جنگی آلمان [در قالب بعد راهبردی جنگ برق‌آسا] به صورت عرضی سازمان یافته بود و عمق کافی برای یک جنگ طولانی را نداشت. با وجود هشدار دیگران، کم‌اعتنایی هیلتر به مسئله اقتصاد موفقیت راهبرد نظامی آلمان را تحت شعاع قرار داد؛ چرا که او مسئله اقتصاد را «تنها در درجه دوم یا سوم اهمیت» قلمداد می‌کرد و «فاکتورهای سیاسی و نظامی» را دارای نقش اصلی تصور می‌نمود. پیشوا بنابر دلایلی خواهان حفظ اقتصاد غیرنظامی کالاهای مصرفی، در کنار تولیدات جنگی بود. در همین حال با وجود توصیه‌هایی جهت متوقف کردن آن‌ها تا پس از پایان جنگ، اجرا و ادامه پروژه‌های پر خرج غیرنظامی از جمله شبکه اتوبان‌های آلمان، سیر گام‌های این کشور به سمت اقتصاد جنگ تمام عیار را با اختلال مواجه می‌ساخت. در طرف دیگر آلمان پس از انعقاد پیمان مولوتوف-ریبنتروپ اساساً به جریان مستمر واردات مواد اولیه از شوروی وابسته شده بود و آغاز جنگ با این کشور و قطع این واردات اقتصاد نظامی و غیرنظامی آلمان را به شدت تضعیف کرد.
میزان اندک زاد و ولد در سال‌های جنگ جهانی اول برای آلمان به این معنی بود که پس از تأمین نیاز نیروهای مسلح، تعداد اندکی از مردان جوان به عنوان نیروی کار باقی مانده بودند. اقتصاد صنعتی آلمان پیش از آغاز جنگ با شوروی، به قریب به سه میلیون کارگر خارجی وابسته بود و همین کمبود کارگر با هر فراخوان جدید برای سربازگیری شدت بیشتری میافت. از این رو به منظور رهاسازی کارگران برای حضور در فعالیت‌های صنعتی، ساز و کاری از تعریف شد که در آن سربازان با تجربه به «تعطیلات تسلیحاتی» فرستاده می‌شدند تا به تولید ادوات جنگی بپردازند و به‌جای آن‌ها سربازان جدیدی برای نیروی زمینی آموزش می‌دیدند. در موعد بازگشت این سرباز-کارگران تولید مجدداً متحمل آسیب می‌شد. تلاش صنایع تسلیحاتی برای ایجاد تأخیر تا جای ممکن در بازگرداندن این سربازان مشکلات نیروی زمینی را افزایش می‌داد و آن را مجبور می‌ساخت زمان دوره‌های آموزشی لشکرهای جدید را کاهش دهد. با این تفاسیر به هر صورت، فعالیت‌های اقتصادی آلمان به هیچ وجه پاسخگوی نیازهای این کشور در جنگ با شوروی نبود و مقابله با محدودیت‌های به وجود آمده برای آن غیرممکن می‌نمود.

### کمبود نفت و مواد اولیه دیگر
بر خلاف تصور هیتلر و عده‌ای دیگر در ارتباط با منافع حاصل از کشورگشایی نظامی، برخی همچون هالدر می‌پنداشتند سلطه بر اراضی شوروی پتانسیل اقتصادی آلمان را ارتقا نخواهد داد. ماه اکتبر سال ۱۹۴۰، گبهارت والتر، یکی از کارکنان سفارت آلمان در مسکو با ارسال برآوردی بدبینانه نسبت به این تصورات، با ناچیز دانستن دست‌آوردهای آلمان در جنگ جهانی اول در این منطقه، دستیابی بلافاصله به هرگونه منفعت اقتصادی در اوکراین به‌خصوص مواد غذایی را غیر محتمل دانست. وزیر دارایی آلمان نیز معتقد بود روس‌ها تمامی مزارع و ذخایر مواد غذایی منطقه را از بین خواهند برد. متخصصان وزارت کشاورزی رایش برآورد می‌کردند هر گونه تهاجم برداشت عادی محصولات در اوکراین را حداقل برای دو سال با اختلال مواجه خواهد ساخت. از این رو انتظار وجود مازاد در این محصولات غیرممکن بود. بدین شکل پس از آغاز عملیات آلمانی‌ها به‌جای بهره‌مند شدن از مزایای منابع سرشار مواد اولیه و کسب آزادی راهبردی، به شکل شدیدتری خود را گرفتار محدودیت‌ها یافتند. آلمان که پیش از جنگ بسیاری از نیازهای خود را از شوروی وارد می‌کرد و بدین طریق محاصره دریایی بریتانیا را بی‌اثر ساخته بود، با ورود به جنگ با شوروی به شکل کاملی توسط دشمنانش احاطه و دسترسی آن به بازارهای خارجی قطع شد. نیروهای این کشور فاصله زیادی با منابع نفتی قفقاز داشتند و بهره‌مندی از اوکراین نابودشده در کوتاه‌مدت میسر نبود. بدین شکل تنها ۵ قطار در روز از «سبد نان» اوکراین راهی آلمان می‌شد.
آلمان پیش از آغاز جنگ، در تلاش برای بدل شدن به «الگوی مدرن‌سازی» و حصول پیشرفت فنی، توسعه ادوات موتوری به عنوان جایگزین خطوط آهن را در دستور کار قرار داده بود؛ به وجهی که زوال حاصل بی‌توجهی به شبکه راه‌آهن موجب شد آلمان سال ۱۹۳۹ لوکوموتیو و ادوات ریلی کمتری نسبت به سال ۱۹۱۴ داشته باشد. به هر صورت موتوریزه‌سازی نتوانست خلع ترابری در این کشور را پر کند. برای جایگزینی ظرفیت یک خط آهن دو ریله، به ۱۶۰۰ کامیون احتیاج بود؛ درحالیکه از منظر مصرف سوخت و قطعات یدکی در مسافت‌های بالای ۳۰۰ کیلومتر، خطوط آهن کاملاً به صرفه‌تر بودند. به علاوه آلمان در داخل قادر به تولید نفت و لاستیک مورد نیاز موتوریزه‌سازی نبود؛ درحالیکه به زغال‌سنگ و فولاد مداوما دسترسی داشت. در ارتباط با نیروهای مسلح بسیاری از افسران نسبت به این رویکرد یک‌جانبه هشدار می‌دادند. در نهایت به وضوح عیان شد که با پیگیری موتوریزه‌سازی و بی‌توجهی به خطوط آهن، آلمان شرایطی را برای خود پدیدآورد که هیچ‌کدام از این دو نوع زیرساخت قادر به پاسخگویی به نیازهای جنگ نبودند.
کمبود ذخایر فراورده‌های نفتی و سایر مواد اولیه در تمامی طول جنگ باعث ایجاد محدودیت‌های بیشتر در تولید و ترابری در آلمان شد. جیره‌بندی به اندازه‌ای شدید شده بود که والتر فونک، وزیر امور اقتصادی رایش سوم، ماه ژوئن سال ۱۹۴۱ گزارش کرد اقتصاد آلمان تنها «۱۸ درصد از مصرف دوره صلح خود» در زمینه نفت را دریافت می‌کند. پیش از آغاز جنگ برآورد می‌شد ذخایر سوخت آلمان تنها کفایت بخش سه ماه نخست عملیات باشد؛ از این روز پیروزی سریع در یک جنگ کوتاه نه یک راه‌حل خوب بلکه یک ضرورت حیاتی برای آلمان به حساب می‌آمد. با وجود این که در مرحله نخست عملیات با غنیمت گرفته شدن ذخایر سوخت دشمن، نیروهای زرهی توانستند با تأمین نیاز خود به پیشروی ادامه دهند، با طولانی‌تر شدن خطوط تدارکات، کامیون‌های تدارکاتی برای رسیدن به خط مقدم، خود سوخت بیشتری مصرف می‌کردند که این باعث کاهش انتقال سوخت به این نیروها می‌شد. به هر صورت همان سوخت غنیمت‌گرفته‌شده از شوروی نیز اکتان کمتری داشت و تا پیش از اصلاح در تأسیسات خاصی قابل استفاده نبودند. علاوه بر این، شرایط بد راه‌های بدوی شوروی و گرد و خاک برخاسته از آن‌ها مصرف سوخت را در یگان‌های آلمانی به شدت افزایش می‌داد و فشار را بر نظام تدارکاتی ناکافی ورماخت بیشتر می‌کرد. برآورد مصرف سوخت روزانه ۹ هزار تنی آلمانی‌ها تنها تا ۱۱ ژوئیه به ۱۲ هزار تن رسید.
کمبود نفت و فراورده‌های آن از جمله بنزین، ورماخت را شدیداً به اسب‌ها جهت مقاصد ترابری وابسته کرده بود. این امر اختلاف فجیعی بین سرعت پیشروی نیروهای مکانیزه و پیاده‌نظام ایجاد و به دنبال رسیدن به اهدافی در فواصل دور، با انداختن فاصله‌های گاهی ۱۰۰ تا ۲۰۰ کیلومتری تقریباً خالی از نیروهای آلمانی بین آن‌ها، از همکاری نزدیک بین این دو بخش اصلی نیروی زمینی جلوگیری می‌کرد؛ به گونه‌ای که، در نتیجه موتوریزه‌سازی جزئی، گویی ورماخت با دو نیروی زمینی مجزا با دکترین عملیاتی کاملاً متفاوت به شوروی حمله برده‌است. به هر صورت پیاده‌نظام سرعت حقیقی پیشروی ورماخت را تعیین می‌کرد. این فاصله‌ها همچنین با حضور عناصر قدرتمند دشمن در طول آن‌ها، خطوط تدارکاتی و ارتباطی قوای زرهی را مداوما در معرض خطر قرار می‌داد.
بدین ترتیب، پیشروی برای پیاده‌نظام به سادگی صورت نمی‌گرفت و راه‌پیمایی اجباری شدید و مداوم زیر گرمای هوا و گرد و خاک غلیظ و نفس‌گیر برخواسته از جاده‌های شنی، آن را بسیار دشوار ساخته بود و فشار زیادی را بر نفرات و اسب‌ها وارد می‌کرد. نیروهای آلمانی در جریان این راهپیمایی‌های طولانی (۴۰ تا ۵۰ کیلومتر در روز) و مداوم، فرصت اندکی برای خواب و استراحت می‌افتند؛ به وجهی که راهپیمایی‌ها گاهی از ساعت ۲ بامداد شروع می‌شد و تا ۱۰ شب ادامه پیدا می‌کرد و در مواردی حتی به مرگ افراد در اثر خستگی مفرط می‌انجامید. بدین شکل فشار راهپیمایی‌های اجباری طولانی‌مدت لشکرهای پیاده‌نظام ورماخت را حتی پیش از برخورد آن‌ها با آرایش‌های اصلی ارتش سرخ به شدت خسته می‌کرد. از طرفی اسب‌های آلمانی در آب‌وهوای معتدل اروپای مرکزی پرورش یافته بودند و تحمل این شرایط را نداشتند. این مسئله در کنار فرسودگی حاصل از ساعت‌های طولانی فعالیت، تلفات سنگینی به اسب‌های ورماخت وارد می‌آورد.

### کمبود ادوات و تسلیحات
پس از شکست فرانسه، نیروی زمینی آلمان در ابتدا می‌بایست از ۱۲۰ لشکر به ۱۸۰ لشکر گسترش میافت اما تا هنگام آغاز عملیات بارباروسا به ۲۰۹ لشکر رسید. برداشت غیر واقع‌بینانه رهبران آلمان از حقایق بر برنامه تسلیحاتی ورماخت اثر سو گذاشت. افزایش زیاد تعداد لشکرهای پیاده‌نظام و موتوریزه به اندازه‌ای نیاز تولیداتی برای آلمان ایجاد کرد که بدون تابع شدن هر چیز به نیروی زمینی امکان مرتفع شدن آن وجود نداشت. این مسئله سبب اولویت‌گذاری در تولید تسلیحاتی شد که در آن نیروی زمینی جانب تولید تانک‌های بسیار مورد نیاز پنزر ۳ و ۴ و توپ جدید ۵۰ میلی‌متری ضد تانک را می‌گرفت. حتی در همین گزینش محدود نیز برآوردها از ظرفیت تولید با خروجی حقیقی بسیار تفاوت داشت. در ماه ژوئیه سال ۱۹۴۰ هدف ماهیانه ۳۸۰ تانک مشخص گردید که با وجود کاهش آن به ۲۰۰ تانک در ماه اوت، در مجموع تولید تنها ۱۲۱ تانک در ماه سپتامبر محقق گشت. با این وجود روز ۱۴ سپتامبر مجدداً رقم خارق‌العاده تولید ۲۰۰۰ تانک پنزر ۳ و ۸۰۰ تانک پنزر ۴ تا ماه آوریل سال ۱۹۴۱ تعیین شد که خواهان دستیابی به میانگین تولید ماهانه ۴۶۶ تانک بود. چنین هدف‌گذاری‌هایی به روشنی نشان‌گر تمایل رهبران آلمان به اقدامات غیر واقع‌بینانه بدون در نظر گرفتن محدودیت‌ها بود. گسترش نیروی زمینی پیامدهای عمیقی بر کمبود جدی در زمینه ادوات ترابری موتوری گذاشت. در قالب هیچ برنامه واقع‌بینانه‌ای ظرفیت تولید جهت پوشش دادن نیاز پدید آمده در اثر دو برابر شدن تعداد لشکرهای زرهی و رسیدن تعداد لشکرهای موتوریزه به ۱۰ لشکر وجود نداشت. از این رو کاهش توان لشکرهای پیشین برای پر کردن نیاز لشکرهای جدید، مسئله را تنها بر روی کاغذ مرتفع ساخت و هیچ منفعت عملی نصیب توان نیروی زمینی نکرد. در همین حال، گسترش مشابهی در یگان‌های تدارکاتی جهت تأمین لشکرهای جدید، به جهت کمبود ادوات، مخصوصاً کامیون، کاملاً غیرممکن بود. به علاوه، جنگ جدید آلمان در شرق خواهان انواع کاملاً متفاوتی از تسلیحات نسبت به جنگی بود که این کشور با بریتانیا داشت. از همین رو منابع از پیش محدود آلمان می‌بایست بین برنامه‌های متعدد و مختلف تسلیحاتی پخش می‌شد که این مسئله منجر به کاهش کلی در تولیدات گردید.
با فرض کوتاهی جنگ با شوروی، هیتلر از همان ابتدا در فکر عملیات‌های بعد از آن در شمال آفریقا و آسیای صغیر، در حال برنامه‌ریزی برای ایجاد آرایش‌های جدید مکانیزه و هوایی بود و با صرف بسیاری از تولیدات جدید آلمانی به آن‌ها، نیروهای جبهه شرقی را در یک کمبود ی مزمن قرار داده بود. بدین ترتیب پس از اتمام مرحله نخست عملیات و رسیدن نیروهای آلمانی به رود دنیپر، روز ۱۴ ژوئیه هیلتر به تصور مختومه شدن قریب‌الوقوع جنگ، دستور به در اولویت قرار گرفتن تولیدات تسلیحاتی نیروی هوایی و دریایی داد. این دستور درحالیکه شوروی در حال جبران خسارات وارد آمده به قوای زرهی خود بود، باعث شد تولید تانک‌های آلمانی کاهش پیدا کند. از آن‌جایی که صنعت آلمان نمی‌توانست به سرعت و به سادگی از یک نوع تولید به نوع دیگری تبدیل شود، تأخیر در تولیدات اجتناب‌ناپذیر بود. بدین شکل بین ماه‌های ژوئن و دسامبر سال ۱۹۴۱ تولید تسلیحات نیروی زمینی به‌طور میانگین ۳۸ درصد کاهش پیدا کرد. یکی از آثار این موضوع کمبودهای جدی در زمینه مهمات بود. این کمبود در زمینه تولید گلوله‌های ضد زره توپ‌های ضد تانک پیاده‌نظام بیشتر احساس می‌شد. با وجود این که بیشتر تانک‌های چندین برابری شوروی از مدل‌های قدیمی بودند، لزوم از میان برداشته شدن آن‌ها مقادیر بسیار زیادی مهمات نیاز داشت که آلمان به راحتی از عهده تأمین آن برنمی‌آمد و نبردهای قبل از عملیات بارباروسا نیز ذخایر آلمان را مستهلک ساخته بود. یگان‌های لوفت‌وافه نیز از میانه ماه ژوئیه دچار کمبود جدی سوخت و مهمات شدند. به شکلی که ارتشبد وولفرام فن ریشتوفن، فرمانده سپاه ۸ هوایی بزرگ‌ترین مشکل نیروهای خود در این عملیات را تدارکات دانست.
ظرفیت پایین جایگزینی آلمان را وادار ساخته بود سعی کند صرفاً با همان نیروها و ادواتی که از پیش در اختیار داشت بر دشمن فائق آید. از این رو فرماندهی عالی ورماخت روز ۱۹ ژوئن سال ۱۹۴۱ یعنی سه روز پیش از آغاز عملیات، با صدور فرمانی مقرر کرد نیروهای جبهه شرقی می‌بایست تا جای ممکن با همان ذخایر تجهیزاتی خود سر کنند و در صورت وارد آمدن خسارات سنگین، لشکرهای زرهی می‌بایست با یکدیگر تلفیق گردند و نیروهای مازاد آن به آلمان بازگردانده شوند. این فرمان همچنین تمامی تولیدات جدید تانک را مختص پوشش دادن خسارات نیروهای شمال آفریقا دانست تا هیچ ذخیره‌ای برای جبهه شرقی باقی نماند. همین مسئله سبب کاهش کیفیت رزمی لشکرهای آلمانی در شرق و گرفته شدن قابلیت تحرک از آن‌ها گردید. تا پایان ماه اوت نیروهای آلمانی در جبهه شرقی مجموعاً ۱۴۸۸ خودروی زرهی رزمی از دست دادند اما تنها ۹۶ دستگاه به عنوان جایگزین از تولیدات جدید دریافت کردند. همان تانک‌های باقیمانده نیز در بسیاری از موارد در حالت تعمیر موقتی بودند و ادامه عملیات آن‌ها به شدت مشروط بود. به نقل از گروه زرهی ۲ در روز ۲۸ ژوئیه، ماهانه تنها ۴۵ موتور تانک به عنوان قطعه جایگزین به تمامی جبهه شرقی تعلق می‌گرفت. محدودیت‌های تولیدی و تدارکاتی در کنار فواصل گسترده مناطق عملیاتی، باعث کاهش چشم‌گیر تراکم تسلیحاتی آلمان در منطقه عملیاتی بارباروسا شده بود، به گونه‌ای که اگر در جبهه غربی برای هر ۷۵ کیلومتر مربع یک زره‌پوش آلمانی موجود بود، این مقدار در جبهه شرقی به ۲۹۰ کیلومتر مربع برای هر زره‌پوش رسیده بود. این آمار در مورد لوفت‌وافه به شکل شدیدتری از یک هواگرد در هر پنج کیلومتر مربع به یک هواگرد در هر ۲۵۰ کیلومتر مربع تنزل پیدا کرده بود. بدین شکل لوفت‌وافه هیچگاه هواگرد کافی جهت برآورده کردن تمامی نیاز دائمی پشتیبانی از نیروی زمینی در اختیار نداشت؛ از همین رو غالباً تمرکز خود را تنها بر پشتیبانی از نیروهای زرهی می‌گذاشت و با ادامه عملیات، قادر به تأمین کامل پشتیبانی و امنیت عمومی هوایی برای پیاده‌نظام نبود. در پی این شرایط با قرار گرفتن برتری هوایی در قسمت‌های بی دفاع در اختیار نیروی هوایی دارای برتری عددی شوروی، نیروهای آلمانی متحمل خسارات و تلفات گسترده‌ای در اثر حملات هوایی دشمن می‌شدند.

در این وضعیت و با توجه به شرایط وخیم راه‌ها و عوامل میدان‌های نبرد، تا پایان ماه اوت ۷۰ درصد تانک‌های گروه زرهی ۴، ۵۰ درصد تانک‌های گروه زرهی ۱، ۴۰ درصد تانک‌های گروه زرهی ۳ و تنها ۲۵ درصد تانک‌های گروه زرهی ۲ عملیاتی بودند؛ درحالیکه ظرفیت تولیدات صنایع آلمان پاسخگوی جایگزینی کردن آن‌ها نبود. یادداشت‌های جنگی گروه ارتش مرکز روز ۲۲ اوت شرایط را چنین شرح می‌کند:
یگان‌های زرهی به اندازه‌ای فرسوده شده‌اند که امکان سخن گفتن از هیچ مأموریت عملیاتی عمده‌ای تا هنگام بازسازی و تعمیر کامل آن‌ها، وجود ندارد.
 تا روز ۱۱ سپتامبر تنها ۳۴ درصد از مجموع تانک‌های گروه ارتش مرکز «آماده رزم» بودند. سرهنگ والتر چلس دو بولیو، رئیس ستاد گروه زرهی ۴ آورده‌است که در پایان ماه سپتامبر «آنچه که یک «لشکر» نامیده می‌شد در حقیقت تنها نیمی از یک لشکر بود.»
از طرفی کمبود ادوات موتوری علاوه بر این که مشکلات جدی در زمینه انتقال تدارکات برای آلمانی‌ها ایجاد کرده بود بلکه با توجه به فواصل طولانی تا اهداف عملیاتی در شوروی و محاصره‌های متعدد ایجاد شده در آن، موجب گسسته شدن اتصال بین نیروهای پیاده و قوای زرهی هنگام پیشروی می‌شد. خسارات به ادوات زرهی و موتوریزه هسته اصلی ابزار دستیابی آلمان به طرح راهبردی خود را با اختلال شدیدی مواجه می‌ساخت. در حقیقت نیروی زمینی آلمان در جبهه شرقی تنها تعداد اندکی گردان در اختیار داشت که می‌شد کاملاً عنوان «پیاده‌نظام موتوریزه» بر آن‌ها نهاد. بسیاری دیگر از یگان‌ها که چنین عنوانی گرفته بودند چیزی جز یگان‌های پیاده‌نظامی نبودند که «بارشان را خود حمل نمی‌کردند.» همان تعداد اندک گردان‌های موتوریزه نیز به اندازه‌ای نبودند که تأثیر تعیین‌کننده‌ای بر نتیجه جنگ داشته باشند. با به‌کارگیری تعداد زیاد تسلیحات تهاجمی ضد تانک توسط شوروی، نیروهای زرهی ورماخت با توجه به نبود مقدار کافی ستون‌های موتوریزه در دسترس، هر چه بیشتر به پشتیبانی پیاده‌نظام وابسته شدند. تا میانه تابستان سرعت تهاجم رزم برق‌آسای ورماخت به سرعت پیاده‌نظام تقلیل یافت. بدین ترتیب، پس از پیشروی ۵۰۰ کیلومتری گروه ارتش مرکز در فاصله زمانی ۱۸ روزه بین ۲۲ ژوئن تا ۱۰ ژوئیه با میانگین سرعت ۲۵ تا ۳۰ کیلومتر بر روز، این نیرو در ۶۰ روز بعدی تنها ۲۰۰ تا ۳۰۰ کیلومتر یعنی میانگین ۴ تا ۵ کیلومتر بر روز، پیش رفت.
آلمان به شکل جدی تعداد کمتری توپ نسبت به شوروی در اختیار داشت. در حالیکه ورماخت توانسته بود حدود ۷۲۰۰ قطعه توپ از انواع مختلف در تمامی طول خط مقدم برای عملیات بارباروسا فراهم آورد، ارتش سرخ شوروی در آغاز جنگ قریب به ۷۶۵۰۰ توپ و خمپاره‌انداز با کالیبر بیش از ۵۰ میلی‌متر به کار گرفته بود. این مسئله تا هنگام اجرای رزم متحرک تأثیر کمتری داشت اما با بدل شدن جنگ به نبردگاه‌های کش‌دار موضعی اهمیت بسیار بیشتری یافت. در چنین شرایطی که از اواخر تابستان در صدها کیلومتر از خط مقدم پدید آمد، ارتش سرخ برتری آتش به دست می‌آورد و می‌توانست پاسخ بسیار شدیدتری به گلوله‌باران ورماخت بدهد و با گلوله‌باران مداوم پشتیبانی مستقیم گسترده‌تری برای پیاده‌نظام خود ایجاد نماید. این در حالی بود که آلمانی‌ها با گرفتاری به معضلات تدارکاتی، مشکلات بزرگی در تأمین مقادیر کافی گلوله برای همان مقدار توپ‌های خود داشتند.
ارتباطات بسیار ضعیف رادیویی بین قرارگاه‌های مختلف نیز با تشدید مشکلات، موجب می‌شد فرماندهان عالی از چگونگی پیشرفت شرایط آگاهی حاصل نکنند. به شکلی در یک مورد عجیب در دیداری که والتر فن براوخیچ، فرمانده نیروی زمینی، از قرارگاه گونتر فن کلوگه، فرمانده ارتش چهارم زرهی داشت، با ناتوانی فن کلوگه در ارائه اطلاعات در ارتباط با سپاه‌های موتوریزه هرمان هوت، این فن براوخیچ بود که ناچار اطلاعاتی را که از رئیس ستاد هوت دریافت کرده بود در اختیار فن کلوگه بگذارد.

### مسئله زیرساخت‌های اراضی عملیاتی

#### خطوط آهن
صرف انرژی فراوان توسط رهبران آلمان برای تأمین نیازهای تدارکاتی عملیات بارباروسا از جمله از طریق بهبود و گسترش زیرساخت‌های ترابری غرب لهستان، نتیجه چندانی دربر نداشت. با پیشروی هر چه بیشتر نیروهای آلمانی در عمق اراضی شوروی، طول خطوط تدارکاتی آن‌ها افزایش و در مقابل طول خطوط تدارکاتی دشمنشان کاهش میافت. این درحالی بود که تنها ۶۴ هزار کیلومتر راه تمام‌فصل با سطحی سخت و ۸۲ هزار کیلومتر راه‌آهن در شوروی وجود داشت. عرض همین خطوط آهن نیز بزرگ‌تر از عرض استاندارد خطوط آهن آلمانی و سایر کشورهای غربی بود. با وجود تلاش فراوان آلمانی‌ها هنگام پیشروی برای تغییر عرض این خطوط آهن، یگان‌های تدارکاتی مجبور بودند بیشتر تدارکات را به کمک هر تجهیزات ریلی که به غنیمت گرفته می‌شد و بر روی همان خطوط آهن اولیه انتقال دهند. در حالی که برنامه‌ریزی پیش از جنگ، آلمانی‌ها نیاز حداقلی برای تعمیر و عملیاتی کردن خطوط آهن در مناطق تسخیر شده و غنیمت گرفتن گسترده ادوات ریلی شوروی با خسارت ناچیز را فرض گرفته بود، این امر بر اثر اجرای سیاست زمین سوخته توسط دشمن در از میان بردن زیرساخت‌ها و انهدام تجهیزات توسط لوفت‌وافه و یگان‌های خط مقدم نیروی زمینی در عملیات‌های رزمی اولیه، همواره ممکن نبود. برنامه‌ریزی آلمانی‌ها برای تغییر عرض ریل‌ها اثر سیاست زمین سوخته شوروی را در نظر نگرفته بود. بدین ترتیب تا پایان ماه اوت آلمانی‌ها تنها حدود ۱۰۰۰ لوکوموتیو به غنیمت گرفتند که تنها نیمی از آن‌ها عملیاتی بودند. در این حال، برای مثال، در قسمت جنوبی تنها دو خط‌آهن تمام گروه ارتش جنوب را تأمین می‌کرد؛ درحالیکه طبق دکترین عملیاتی آلمان به هر ارتش می‌بایست حداقل یک خط آهن تعلق می‌گرفت. در جریان نبرد کی‌یف، یادداشت‌های جنگی افسر تدارکات گروه زرهی ۱ روز ۲۵ اوت می‌آورد: «به منظور دوره باز تجهیز ده روزه مقرر شده، لازم است گروه زرهی هر روز ۱۴ قطار تدارکات دریافت کند.» این در حالی بود که برای کل گروه زرهی تنها ۱۲ قطار تدارکات وعده شده بود و برخی روزها تنها نیمی از آن دریافت می‌شد. بدین ترتیب از مجموع ۷۲۴ قطاری که می‌بایست در ماه سپتامبر به پایگاه‌های این گروه ارتش در رود دنیپر می‌رسید تنها ۱۹۵ قطار محقق شد.
درحالیکه کار تغییر عرض خطوط‌آهن در ظاهر ساده می‌آمد اقدام نیروهای ارتش سرخ در شکستن و خم کردن این خطوط، این عمل را برای آلمانی‌ها به بازسازی کامل بدل می‌ساخت. از طرفی، کمبود جدی در زمینه نیروی انسانی ماهر و تجهیزات سنگین ساخت‌وساز در نیروهای مربوط به نگهداری و تغییر خطوط آهن، پیشبرد سریع کار را برای آلمانی‌ها غیرممکن می‌کرد. این نیروها با وابستگی به گروه ارتش‌ها برای دریافت سوخت، در رده‌های پایین اولویت قرار می‌گرفتند و مشکلات با توجه به موتوریزه بودن کامل کمتر از یک ششم این آرایش‌ها افزون می‌شد. تنها ۱۰۰۰ خودرو (عموما از مدل‌های ضعیف فرانسوی و بریتانیایی) در سرتاسر جبهه شرقی به نیروهای خطوط آهن آلمان اختصاص یافته بود و دو سوم از آن‌ها هیچ خودرویی در اختیار نداشتند. از این رو، با وجود تلاش شبانه‌روزی، تا روز نخست ماه ژوئیه راه‌آهن برست-لیتوفسک تنها تا باراناویچی در فاصله ۳۰۰ کیلومتری و تا ۴ ژوئیه تا مینسک، با یک خط عرض آلمانی و یک خط عرض بزرگ‌تر روسی، عملیاتی شده بود. بدین ترتیب بخش‌های بزرگی از نیروهای آلمانی بیش از ۷۲۰ کیلومتر با نزدیک‌ترین خط ریلی تدارکاتی فاصله پیدا کرده بودند. بدین شکل فشار هر چه بیشتری بر ناوگان کامیون‌های تدارکاتی آلمان می‌افتاد؛ در حالیکه این ناوگان نیز به شکل ناامیدکننده‌ای قادر یه پوشش دادن چنین شکافی نبود. آلمانی‌ها مجبور شدند برای جبران کمبودها حدود ۲۵۰۰ لوکوموتیو و ۲۰۰٬۰۰۰ واگن را از شبکه حمل‌ونقل داخلی خود به جبهه شرقی منتقل نمایند که منجر وارد آمدن فشار بیشتر بر اقتصاد آن می‌شد. در این میان برخی موضوعات فنی برای آلمانی‌ها مشکل آفرین شده بود. لوکوموتیوهای شوروی با اندازه‌ای بسیار بزرگ‌تر که امکان حمل سوخت و آب بیشتری برای آن‌ها فراهم می‌کرد، قادر به طی مسافت‌های دو برابری نسبت به لوکوموتیوهای آلمانی بودند. این مسئله موجب کمبود ایستگاه‌های خدماتی برای قطارهای آلمانی در اراضی شوروی شده و آلمانی‌ها را مجبور به احداث ایستگاه‌های جدید با قسمت‌های متعدد، می‌کرد.

#### جاده‌ها
آلمانی‌ها بر این باور بودند که جاده‌ها و ریل‌های اراضی غربی رودخانه‌های دوینا و دنیپر وضعیت بهتری نسبت به مناطق شرقی آن دارد. درحالیکه این موضوع تنها از منظر بسیار نسبی صحیح بود. بلافاصله پس از گذر نیروهای آلمانی از مرز، ظرفیت حرکتی به یک عامل محدود کننده برای آن‌ها بدل شد. تنها در حدود ۳ درصد از راه‌های روسیه در سال ۱۹۴۱ دارای سطحی سخت بودند و این به معنای وارد آمدن فشار بالا به سازمان تدارکاتی آلمانی‌ها بود که می‌بایست تا هنگام تعمیر و تغییر خطوط آهن سرزمین‌های اشغالی، تقریباً تماماً از وسایل نقلیه چرخ‌دار استفاده می‌کرد؛ درحالی‌که سیستم تعلیق ضعیف بسیاری از همین وسایل نقلیه که بخش اعظمی از آن‌ها را تجهیزات غنیمتی تشکیل می‌دادند، نیز تحمل شرایط راه‌های ضعیف روسیه را نداشت. با این حال که این خودروهای غنیمت گرفته شده مقدار زیادی از کمبود ادواتی آلمان را جبران کردند اما در حقیقت سیستم تعلیق آن‌ها متناسب با بزرگراه‌های اروپایی طراحی شده بود و کشش وضعیت راه‌های اروپای شرقی را نداشت. بدین ترتیب تنها در عرض ۱۹ روز از آغاز عملیات ورماخت ۲۵ درصد از خودروهای خود را با شانس اندکی برای جایگزینی، از دست داد. با ادامه این وضعیت تا میانه ماه نوامبر، اواخر عملیات، تنها ۷۵ هزار خودوری قابل استفاده برای آلمانی‌ها در جبهه شرقی باقی مانده بود.

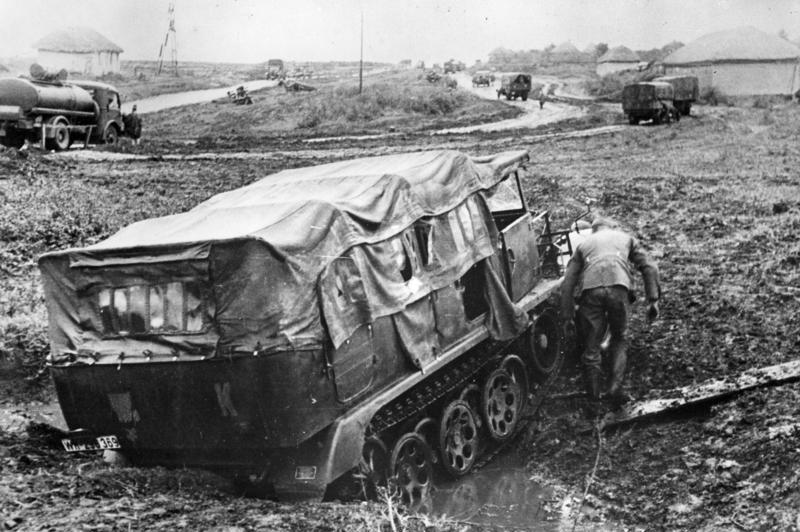
عبور یک خودروی آلمانی از یک مسیر گل‌آلود

این راه‌ها با کوچک‌ترین بارندگی حتی در ماه‌های تابستان به مسیرهای باتلاقی غیرقابل عبور بدل می‌شدند که هنگام خشک شدن، با گذر خودروها از روی آن‌ها ابری از گرد و خاک بسیار غلیظ ایجاد می‌کردند. این گرد و خاک با بی‌تاثیر کردن فیلترهای هوا، ابتدا مصرف روغن خودروها را افزایش می‌داد و در نهایت موتور آن‌ها را از بین می‌برد. این شرایط حتی موجب خراب شدن قطعات ثانویه متحرک همچون چرخاننده برجک و ابزار بالا و پایین کردن توپ تانک‌ها می‌شد. از بسیاری از این راه‌ها برای تردد کم‌شمار اسب‌ها و گاری‌ها استفاده می‌شد. تردد تانک‌ها و صدها کامیون با بار سنگین، حتی بدون بارش باران، آن‌ها را به سرعت به باتلاق بدل می‌ساخت. ناهمواری راه‌ها اثر بسیار مخربی بر کامیون‌های با بار سنگین داشت؛ به‌خصوص هنگامی که گودال‌های حاصل از گلوله‌های توپ و خمپاره و چاله‌های عمیق، تا عمق ۱٫۵ تا ۲ متر، از آب پر و عمق آن‌ها پوشیده می‌شد. تایر کامیون‌های آلمانی طاقت ساییدگی این راه‌های خاکی را نداشتند؛ درحالیکه تأمین لاستیک با کمبود جدی مواجه بود و تایرهای اندکی به عنوان جایگزین در دسترس وجود داشت؛ به وجهی که فرماندهی عالی نیروی زمینی روز ۱۰ ژوئیه اعلام کرد دیگر هیچ تایری ارسال نخواهد شد.
بسیاری از کامیون‌های ورماخت در اصل کاربرد غیرنظامی داشتند و از ارتفاع و سیستم تعلیق لازم برای به‌کارگیری در چنین شرایط سختی برخوردار نبودند. نتیجه خیل بزرگی از خودروهایی بودند که بدون امکان پیشروی، آسیب دیده بودند. گزارشی از لشکر سیزدهم زرهی می‌گوید تنها تا ۳۰ ژوئن، یک سوم خودروهای یکی از گروهان‌های آن بلااستفاده شده و منتظر تعمیر هستند. درحالیکه یگان‌های تعمیرات به سرعت پر شده بودند و محدودیت یا فقدان قطعات یدکی ایجاد شده بود. با این حال که تا جای ممکن از قطعات خودروهای غنیمتی از جمله لاستیک‌های آن‌ها استفاده می‌شد، کمبود در این زمینه در نیروهای آلمانی جدی بود و رفته‌رفته بسیار بدتر شد. به وجهی که گزارش دیگری از گروه زرهی ۱ در ۳ ژوئیه می‌گوید در اثر نبود قطعات یدکی ۵۰ درصد تانک‌های معیوب دیگر قابل تعمیر نیستند و دو روز بعد اضافه می‌کند تنها با گذشت چهارده روز از آغاز عملیات، تنها ۵۵ درصد از تانک‌های گروه زرهی ۱ همچنان عملیاتی هستند. گزارش روز ۲۶ اوت سرلشکر ادوارد واگنر، رئیس بخش تدارکات فرماندهی عالی نیروی زمینی به هالدر می‌گوید: «وضعیت کامیون‌ها در حال دشوار شدن است. جایگزینی تنها در مقادیر بسیار کوچک ممکن است.» دور روز بعد در ۲۸ اوت هالدر گزارشِ از دست رفتن ۳۸ هزار کامیون از ابتدای عملیات را ارائه می‌کند که نیمی از آن‌ها مربوط به گروه‌های زرهی است. در آغاز ماه سپتامبر بیش از نیمی از کامیون‌های نیروهای آلمانی در جبهه شرقی دیگر عملیاتی نبودند و پیش‌بینی می‌شد بسیاری از کامیون‌های باقیمانده نیز پس از طی ۳۰۰ تا ۴۰۰ کیلومتر دیگر از دست بروند.
در این شرایط، کامیون‌های آلمانی گاهی تنها چند متر می‌توانستند پیش بروند تا این که در گل‌ولای یا پستی و بلندی راه‌های نامناسب گیر می‌کردند و لازم می‌شد با ادوات یدک‌کش بیرون کشیده شوند. ماه اکتبر و نوامبر عمق گل چسبناک سطح راه‌ها ۵۰ تا ۷۵ سانتی‌متری برآورد می‌گردید و خودروها را حتی تا بالاتر از شاسی در خود فرو می‌برد تا برخی از آن‌ها به اندازه‌ای سنگین شوند که امکان بیرون کشیدن نیز نداشته نباشد. بیشتر همان‌هایی هم که بیرون کشیده می‌شدند نیز در اثر مقاومت گل، در حین این عمل آسیب می‌دیدند. این شرایط مصرف سوخت و سایر موارد مصرفی همچون روغن موتور در این خودروها را تا چندین برابر افزایش می‌داد؛ به گونه‌ای که امکان تدارکاتی تأمین آن وجود نداشت. تانک‌های پنزر ۳ و پنزر ۴ آلمان در این وضعیت در جاده‌ها حدود ۳۰۰ لیتر سوخت در هر ۱۰۰ کیلومتر مصرف می‌کردند. این مقدار با اقدام آن‌ها برای تردد خارج از جاده ۱۰۰ تا ۲۰۰ درصد افزایش میافت. گزارش روز ۲۲ اوت سپاه ۲۴ موتوریزه در این باره می‌گوید: «هر تانک تنها به صورت موقت آماده خدمت است. در نتیجه کمبود روغن، هیچ تعویض روغنی قابل انجام نیست. اگر این تانک‌ها در وضعیت کنونی در یک عملیات بزرگ به‌کار گرفته شوند پس باید منتظر از دست رفتن بیشتر آن‌ها بود.»
موضوع تشدید کننده مشکلات آلمانی‌ها این بود در سال ۱۹۴۱ مفهوم «تانک‌بر»، عمل جابه‌جا کردن تانک‌ها بر روی تریلر یا واگن قطار جهت جلوگیری از فرسایش و استهلاک آن‌ها، هنوز ابتدایی بود. در نتیجه تانک‌های آلمانی با نیروی خودشان هر جا می‌رفتند که با توجه به شرایط وخیم راه‌های شوروی موجب نرخ بسیار زیاد خرابی در بین آن‌ها می‌گشت.
تعداد زیاد جریان‌های کوچک آب در مناطق عملیاتی و تقاطع آن‌ها با مسیرها که امکان دور زدن آن‌ها وجود نداشت، خود صورت مشکل‌آفرین دیگری برای آلمانی‌ها بود. پل‌های بر روی این جریان‌ها که ضعیف‌تر از آن بودند که قادر به طاقت آوردن زیر تحرک ادوات نظامی باشند، می‌بایست تقویت یا بازسازی می‌شدند. این امر در برخی قسمت‌های با وضعیت بدتر حتی با به‌کارگیری تمامی یگان‌های مهندسی، ساعت‌ها پیشروی آلمانی‌ها را با تأخیر مواجه می‌کرد. در بسیاری از موارد همین پل‌های ساده نیز با آتش نیروهای در حال عقب‌نشینی شوروی منهدم می‌شد.
وادار شدن آلمانی‌ها در استفاده از راه‌های مقداری مناسب‌تر نیز باعث حرکت نیروها تنها در یک ستون و ترافیک شدید در آن‌ها و در نتیجه پیشروی مشکل و بسیار آهسته نیروها حتی پیاده‌نظام شده بود که در آن شرایط به هیچ وجه امکان سبقت گرفتن برای آن‌ها وجود نداشت. طولانی‌تر شدن این ستون‌ها، شکاف غیرقابل اجتنابی بین سرنیزه زرهی و پیاده‌نظام کند ایجاد می‌کرد و بخش کمتر تسلیح شده تدارکاتی را در معرض حمله حتی گروه‌های کوچک سربازان دشمن قرار می‌داد. این وضعیت همچنین امکان انتقال سریع یگان‌های ویژه همچون مهندسان و توپ‌های ضدهوایی را به خط مقدم از آلمانی‌ها گرفته بود. برنامه‌ریزان آلمانی با آگاهی از ناکارآمدی شبکه راه‌های منطقه عملیاتی، برای هر گروه ارتش دو جاده اصلی در نظر گرفته بودند درحالیکه در شرایط استاندارد می‌بایست به هر سپاه یک جاده اصلی تعلق می‌گرفت. لوفت‌وافه نیز در شرایط مشابهی به سر می‌برد. استفاده از فرودگاه‌های تصرف شده با شرایط نگهداری ضعیف، موجب کاهش تعداد هواگردهای قابل سرویس می‌شد و این امر به مرور باعث قدرت گرفتن نیروی هوایی شوروی و از دست رفتن برتری هوایی آلمان شد.
مصرف مهمات و مشکلات فنی بین نیروهای آلمانی بیش از حد انتظار بود و شرایط راه‌ها رساندن تدارکات را کند کرده بود. در عمل، برآوردها نشان می‌دهد کامیون‌ها روزانه تنها می‌توانستند حدود ۷۰ تن از میانگین ۳۰۰ تن تدارکات مورد نیاز لشکرهای موتوریزه را تأمین نمایند. برای مثال پیش از آغاز عملیات پیش‌بینی مصرف بر یک میلیون لیتر سوخت برای هر روز گذاشته شده بود. درحالیکه تا اوایل ماه ژوئیه این مقدار به ۱٫۲۷ میلیون لیتر در روز رسید. برای انتقال این مقدار سوخت به جای ۲۲ واگن تانکر سوخت پیش‌بینی شده، هم‌اینک به ۲۸ واگن نیاز پیدا شده بود. با توجه به انتقال یا انهدام ادوات ریلی توسط شوروی، با وادار شدن آلمانی‌ها به استفاده از واگن‌های تانکر خود، شرایط تدارکاتی پیچیدگی بیشتری می‌یافت. به صورت کلی نتیجه این وضعیت اتمام ذخیره تمامی موارد مورد نیاز نیروهای خط مقدم بود. با وجود این که نظام تدارکاتی شوروی نیز در آشفتگی مشابهی به سرمی‌برد اما نیروهای ارتش سرخ دست‌کم در سرزمین خود در حال مبارزه بودند و نشان دادند که با مقدار بسیار کمتری از تدارکات نسبت به دشمنان خود می‌توانند طاقت بیاورند و به جنگ ادامه دهند.

### کمبود نیروی انسانی
از مجموع افراد بیست تا سی ساله آلمانی با وضعیت جسمانی مناسب برای خدمت نظامی تا تابستان سال ۱۹۴۱ حداقل ۸۵ درصد جذب نیروهای مسلح شده بودند؛ از جذب مابقی افراد به جهت اهمیت بسیار زیاد آن‌ها در فعالیت‌های اقتصاد جنگ صرف نظر شده بود. بدین ترتیب تقریباً تمامی قسمت اصلی نیروهای انسانی آلمان تا هنگام عملیات بارباروسا به خدمت فراخوانده شدند بودند و هیچ ذخیره بزرگی در این زمینه باقی نمانده بود. از این رو توان نسبی آرایش‌های آلمانی به‌کارگرفته شده در این عملیات از برخی لحاظ کمتر از آرایش‌های به‌کارگرفته شده در جبهه غربی در سال قبل از آن بود. در همین حال نیروی زمینی آلمان نمی‌توانست نیروی انسانی کافی جهت مراقبت از خطوط طولانی تدارکاتی در اختیار داشته باشد. سرهنگ گونتر بلومنتریت، رئیس ستاد ارتش چهارم پس از جنگ در این باره می‌نویسد:
نیروی آلمانی کافی جهت بستن محاصره بزرگی چون بیاویستوک-سلونیم وجود نداشت. نیروهای موتوریزه ما در جاده‌ها یا نزدیک آن‌ها می‌جنگیدند؛ در فضاهای عظیم بی‌راهه بین آن‌ها روس‌ها بدون مزاحمت باقی می‌ماندند. به همین خاطر بود که روس‌ها مکرراً از محاصره‌های ما خارج می‌شدند. .... بدین ترتیب محاصره‌های ما به ندرت کاملاً موفق بودند.
این شرایط نه تنها صنعت آلمان را از نیروی کار حیاتی جهت انطباق با ابعاد در حال گسترش جنگ محروم می‌ساخت بلکه هر یک تن تلفات در جبهه شرقی در بردارنده دو ضربه یکی در ایجاد نیاز برای جایگزین در خط مقدم و دیگری از بین بردن یک کارگر بالقوه بود.
ورماخت سه هفته آغازین عملیات متحمل ۱۰۲ هزار نفر تلفات شد که در کوتاه مدت از عهده جبران آن برنمی‌آمد. مرگ سربازان مجروح آلمانی در اثر زخم‌هایشان در جبهه شرقی حدود ۳۰ درصد بیشتر از جبهه غربی بود؛ عمده دلیل این مسئله فواصل بالا ناحیه عملیاتی و درگیری زیاد نظام درمانی در این جبهه بود. سه گروه ارتش شمال، مرکز و جنوب ورماخت تا پایان ماه ژوئیه به ترتیب متحمل ۴۲ هزار، ۷۴ هزار و ۶۳ هزار نفر تلفات شدند اما با کمبود نیروی انسانی، به ترتیب تنها ۱۴ هزار، ۲۳ هزار و ۱۰ هزار نفر نیروی جایگزین دریافت کردند. سرهنگ ارهارت راوس، فرمانده یک گروه‌رزمی زرهی، میزان تلفات میان افسران را محسوس‌تر می‌خواند. هالدر در یادداشت‌های جنگی خود در روز ۵ سپتامبر میانگین تلفات افسران را ۲۰۰ تن در روز می‌آورد و برآورد می‌کند تا ماه نوامبر به ۱۱ هزار افسر جایگزین نیاز خواهد بود. نیروهای آلمانی در جبهه شرقی تا روز ۲۶ سپتامبر مجموعاً ۵۳۵ هزار نفر تلفات دادند که معادل ۱۵ درصد کل نیروهای اختصاص یافته به عملیات بارباروسا بود؛ در حالی که ارتش جایگزینی نیروی زمینی تنها ۳۸۵ هزار نفر در اختیار داشت و این موجب کمبود ۱۵۰ هزار نفری و ایجاد خلأ در بین رده‌های یگان‌های ورماخت می‌شد. این محدودیت روز ۲۰ مه سال ۱۹۴۱، پیش از آغاز عملیات، توسط ارتشبد فریدریش فروم، فرمانده ارتش جایگزینی، با هالدر در میان گذاشته شده بود. هالدر تلفات ورماخت برای نبردهای اولیه مرزی را ۲۷۵ هزار نفر و تلفات آن در ماه سپتامبر را ۲۰۰ هزار نفر دیگر پیش‌بینی می‌کرد که نشان‌گر آگاهی از پیش از این کمبود و لزوم کش‌دار نشدن جنگ بود. تا میانه ماه اوت توان رزمی میانگین در لشکرهای پیاده‌نظام آلمانی در جبهه شرقی به یک سوم تقلیل یافت. برای جبران این کاستی‌ها ارتش جایگزینی تقریباً هر آنچه در اختیار داشت را عازم جبهه شرقی می‌کرد. تا اوایل ماه سپتامبر تنها ۴۶ هزار نفر برای ارتش جایگزینی باقی مانده بود.
تلفات مداوم به‌طور پیوسته شرایط و حجم کار افراد باقی‌مانده را بیشتر و بدتر می‌کرد. با وجود کاهش نفرات به هر صورت همان مقدار پیشین خط مقدم می‌بایست توسط نیروهای باقی‌مانده محافظت می‌شد. در این وضعیت، دوره‌های استراحت افراد کوتاه‌تر می‌شد چرا که وظایف پر زخمت، مانند نگهبانی، حفر سنگر، توزیع مهمات، گشت‌زنی و جمع‌آوری اطلاعات، در میان قوای گروهان‌های کم‌توان بسیار سریع‌تر چرخش می‌کرد.
آمار تلفات ورماخت به ندرت سربازان بیماری را که همچنان می‌توانستند در جایگاه خود باقی بمانند را به حساب می‌آورد. به هر صورت، این افراد می‌بایست نشانه‌های جدی بروز می‌دادند تا از خدمت معاف شوند. با میزان پیشین بسیار بالای تلفات رزمی، اثر مخفی بیماری‌ها به شکل قابل ملاحظه‌ای کمبود نیروی انسانی در جبهه شرقی را برای آلمانی‌ها تشدید کرد. این مسئله تا پایان تابستان به یک بحران برای ورماخت بدل شد. همین بحران کمبود نیروی انسانی آلمان را رفته‌رفته به متحدان خود در نیروهای محور وابسته‌تر ساخت؛ متحدانی که تنها قادر به تأمین نیروهایی با آموزش ضعیف و بدون منابع و تجهیزات کافی، بودند. خطر چنین وابستگی در اوج خود در نهایت بعدها موجب فاجعه در نبرد استالینگراد شد.
در این حال استقرار نیروهای حفاظتی در اراضی تصرف‌شده در سایر قسمت‌های اروپا مخصوصا در مقابل تهاجم احتمالی بریتانیا، مقدار زیادی از یگان‌های ورماخت را صرف خود می‌کرد. محدودیت ورماخت در نیروی انسانی تنها محدود به جبهه شرقی نمی‌شد بلکه آلمانی‌های در تأمین نیروی حفاظتی نیز دچار مشکل بودند؛ به وجهی که حتی در یک مورد ماه سپتامبر یک لشکر پیاده‌نظام از جریان عملیات بارباروسا خارج و برای سرکوب پارتیزان‌های یوسیپ تیتو راهی یوگسلاوی شد.
تلفات بالا و خالی شدن تقریبی دست ارتش جایگزینی سبب روی آوردن به استفاده از نیروهای آلمانی مستقر در فرانسه به عنوان یک راه‌حل فوری، شد. بسیاری از این یگان‌ها از تسلیحات و آموزش مناسب برای خدمت در خط مقدم برخوردار نبودند. به هر صورت چنین تمهیداتی به هیچ وجهِ مکفی پاسخگوی نیازهای جبهه شرقی نبود. فقدان نیروی ذخیره آموزش‌دیده در میانه جنگ به اندازه‌ای برای آلمان جدی بود که ایده فراخوانده شدن پیش از موعد متولدین سال ۱۹۲۲ (نوزده ساله‌ها) نیز مطرح گردید؛ با وجود این که چنین ایده‌ای عملی نشد اما مجدداً نشان‌گر لزوم پایان یافتن هر چه سریع‌تر جنگ برای آلمان بود. بدین شکل تلفات وارد آمده به ورماخت به عاملی بازدارنده در مسیر حفظ سیر موفقیت‌های تهاجمی آن بدل شد.

### سایر موضوعات مرتبط
وجود صدها هزار اسب در نیروی زمینی آلمان لزوم تأمین مقادیر زیادی علیق برای آن‌ها را پدیدمی‌آورد. جو دوسر بهترین تغذیه برای این اسب‌ها تلقی می‌گردید اما مقدار زیادی از این غله در شوروی یافت نمی‌شد. جایگزین کردن علوفه سبز، با وجود فراوانی آن در شوروی، زمان زیادی برای جمع‌آوری به مقادیر مورد نیاز طلب می‌نمود و هنگام پیشروی مداوم، مشکل‌آفرین بود. با ادامه حرکت به سمت شرق و ناتوانی در تأمین جو دوسر، اسب‌های ورماخت وادار به خوردن کاه گشتند که جایگزین مناسبی برای تغذیه آن‌ها مخصوصا در شرایط فعالیت شدید، نبود. در مجموع کمبود علیق فشار زیادی بر تدارکات غیرنظامی آلمان می‌انداخت. لشکر یکم سواره‌نظام، تنها لشکر سواره‌نظام نیروی زمینی آلمان، تا روز ۱۲ ژوئیه ۲۲۹۲ اسب خود را از دست داد اما تنها ۱۰۲۷ اسب جهت جایگزینی به غنیمت گرفت.
با وجود پیش‌بینی توقف تدارکاتی در طرح عملیاتی، ضد حملات بی‌امان ارتش سرخ اجازه چنین توقفی را به آلمانی‌ها نداد و رزم دفاعی مداوم در این زمان فشار بالایی به بخش تدارکات وارد آورد. دشواری‌های اداری نیز عملکرد نظام تدارکاتی آلمان را با اختلال بیشتری همراه نموده بود. درحالیکه معاونت تدارکاتی نیروی زمینی مسئول ذخایر تدارکاتی، انبارهای آن‌ها و ترابری خودرویی بود، تسلطی بر خطوط آهن که تحت نظر بخش ترابری ورماخت بود، نداشت. منافع این دو سازمان فرماندهی همواره بر یکدیگر منطبق نبود. از طرفی، نظام تدارکاتی مجزای نیروی زمینی و هوایی و هر کشور متحد آلمان نیز این مشکلات را شدت بخشیده بود.
میلیون‌ها نفر از سربازان ارتش سرخ و برخی غیرنظامیان که به اسارت نیروهای آلمانی درآمده بودند، بار سنگینی بر دوش آن‌ها بودند. نیروی انسانی معادل یک لشکر برای حفاظت، نظم‌بخشی، ترابری و اداره هر ۲۰ هزار اسیر نیاز بود. در یک گزارش آورده شده حدود دو هزار نفر از اسرای شوروی تنها توسط چهار سرباز آلمانی برای انتقال به اردوگاه اسرا همراهی می‌شد. حتی در مواردی گروه اسرای ارتش سرخ بدون هیچ محافظی راهی نقاط تجمع در پشت خط مقدم می‌شدند. کمبود نیروی انسانی همچنین جمع‌آوری، ذخیره و استفاده مؤثر از میزان بالای غنائم جنگی را غیرممکن می‌ساخت. بر خلاف ارتش سرخ، ورماخت در جریان عملیات هیج ارگان سازمان‌یافته‌ای جهت مدیریت غنائم جنگی نداشت.
تراکم پایین جمعیت در مناطق تصرف شده (میانگین ۴۴ نفر در هر کیلومتر مربع) خود به گونه‌ای مشکلات آلمانی‌ها را در تحرکات و پشتیبانی تعداد زیاد نیرو افزایش می‌داد. جمعیت کم در این اراضی به معنای راه‌های کمتر، پناهگاه کمتر و غذای کمتر برای نیروهای آلمانی حاضر در آن بود. بیماری‌ها و ناراحتی‌های جسمانی، مخصوصا در اثر لازمه‌های راهپیمایی و رزم مداوم، در شرایط سخت محیطی تشدید می‌شد. این حال موجب نزول استانداردهای بهداشتی، کاهش کیفیت آب و غذا و بدوی شدن پساب‌زدایی در اردوگاه‌های ورماخت می‌گردید. هرگاه خط مقدم بیش از چند روز متوقف می‌شد حیوانات موذی، به‌ویژه موش‌ها، در تعداد زیاد پدیدار می‌گشتند و در تماس نزدیک با افراد می‌زیستند. موارد بسیاری از اسهال و در اراضی مردابی و جنگلی موارد محدودی از ابتلا به مالاریا ثبت گردید. با سردتر شدن هوا از ماه سپتامبر مخصوصا در میانه شب، نیروهای آلمانی در تمامی رده‌ها رو به اقامت در خانه‌ها و کلبه‌های شپش‌آلود و به نقل از یک سرباز «به شکل ناگفتنی کثیف» دهقانان محلی آوردند. آلمانی‌ها در سال نخست جنگ ابزارهای مؤثر شپش‌زدایی نداشتند. آن‌ها با حضور در چنین اماکنی دچار رنج و بیماری‌های پوستی می‌شدند. جدی‌ترین نتیجه وجود شپش‌ها شیوع بیماری تیفوس بود. در برخی موارد بیماری به اندازه‌ای با سرعت پخش می‌شد که تمامی یک گروهان می‌بایست از خط مقدم عقب کشیده می‌شد و در قرنطینه قرار می‌گرفت. اسهال خونی و وبا از دیگر امراض شایع در جبهه شرقی بودند که از شرایط بهداشتی ضعیف به ویژه استفاده از آب ناپاک و غذای آلوده ناشی می‌گشتند. کیفیت منابع آب در اراضی مرکزی و جنوبی بخش اروپایی شوروی بدتر بود. در این اراضی چاه‌ها کمیاب و گرم‌تر و در نتیجه مستعد پرورش باکتری‌ها بودند. تشنگی حاصل از گرمای هوا سبب می‌شد افراد از آب‌های آلوده بنوشند که نتیجه آن، مخصوصا در اثر عدم کفایت مراقبت‌های پزشکی، گاهی مرگبار بود. با توجه به مخاطرات، امن‌ترین راه برداشتن مستقیم آب از رودخانه‌ها بود. به هر صورت همین کار نیز با افتادن اجساد، گاهی به صورت عمدی از طرف شوروی، درون آن‌ها می‌توانست خطرناک باشد. یکی دیگر از عوامل آلودگی، استفاده از دام‌های زنده در روستاهای محلی بود که به ندرت طبق مسائل بهداشتی خوبی انجام می‌گرفت. با افزایش موارد ابتلا به بیماری‌ها، وخامت اوضاع خط مقدم با کمبود ملزومات ساده بدتر شد. تیغ ریش‌تراشی، صابون، خمیر دندان، مسواک، لوازم تعمیر کفش‌ها و نخ و سوزن همگی کمیاب شده بودند؛ درحالیکه در اراضی تصرف‌شده به سختی چنین اقلام و هر گونه کالاهای مصرفی دیگر یافت می‌شد. به هر صورت با وجود این که آلمانی‌ها توانستند شرایط عمومی سلامت را در چند ماهه نخست جنگ، به صورت کلی حفظ کنند اما افراد به حد نهایی تحمل جسمانی خود رسیدند. این مسئله سبب کاهش ایمنی آن‌ها در برابر بیماری‌ها و پایه‌ای ضعیف برای شرایط سخت آینده گشت.
کیفیت پایین نقشه‌های آلمانی باعث پیچیده‌تر شدن وضعیت قوای ورماخت می‌شد. این نقشه‌ها با مقیاس ۱:۱۰۰٬۰۰۰، «بسیار قدیمی و تقریباً بلااستفاده» توصیف گشته‌اند که قدمت برخی از آن‌ها به سال ۱۸۷۰ می‌رسید. در نتیجه، یگان‌های ورماخت گاهی با یکدیگر برخورد می‌کردند، گم می‌شدند و با فاصله زیادی اهداف خود را نمی‌افتند. این شرایط به شکل بسیار غیر ضروری به مصرف سوخت، از دست رفتن زمان و فرسایش خودروها می‌انجامید. دقت نقشه‌ها به اندازه‌ای پایین بود که حتی افسران ستاد کل هم از عدم انطباق آن‌ها با واقعیت گله داشتند. امکان اختصاص یافتن بلافاصله نقشه‌های به غنیمت گرفته شده به یگان‌ها نیز وجود نداشت چرا که تعداد اندکی از نیروهای آلمانی قادر به خواندن الفبای سیرلیک زبان روسی بودند. اسامی آلمانی می‌بایست روی این نقشه‌ها چاپ می‌شدند که همواره به خوانایی آن‌ها کمک نمی‌کرد.

## مسئله تجهیزات
نیروهای زرهی و موتوریزه آلمانی از ظرفیت نگهداری و تعمیرات کافی برای یک عملیات طولانی برخوردار نبودند. پیچیدگی مکانیکی تانک‌ها و نفربرهای زرهی و استفاده از مدل‌های متعدد با قطعاتی که در دیگر مدل‌ها قابل استفاده نبودند، نیز موجب به‌هم ریختگی افزون‌تر نظام تدارکاتی و نگهداری نیروهای آلمانی می‌شد. در حالیکه این کشور از کمبود نیروهای آموزش‌دیده نگهداری نیز رنج می‌برد. در این میان بر مبنای نظام نگهداری نیروی زمینی آلمان تمامی مواردی که به تعمیرات اساسی نیاز داشتند می‌بایست به خود آلمان بازگردانده می‌شدند تا در کارخانه تولیدکننده تعمیر شوند که این مسئله به خودی خود نیاز به ادوات ترابری و فشار بر نظام ناکافی ریلی را افزایش می‌داد. نیروی زمینی آلمان برای جبران کمبود در زمینه ادوات موتوری بر غنائم نبردهای پیشین اتکا کرده بود که این امر موجب شده بود خودروهای در اختیار یگان‌های این نیرو از طیف گسترده‌ای از انواع مختلف (قریب به دو هزار نوع) تشکیل شده باشد و ارتش‌های آن‌ها وادار به ذخیره میلیون‌ها نوع قطعات یدکی شوند. در یک مورد یک تیپ توپخانه ۶۹ نوع مختلف خودرو و در موردی دیگر لشکر هجدهم زرهی ۹۶ نوع نفربر، ۱۱۱ نوع کامیون و ۳۷ نوع موتورسیکلت به کار برده بودند. ارتقا مداوم تسلیحات از پیش طراحی شده آلمانی نیازمند تغییر مکرر خط تولید بود و غالباً باعث کاهش خروجی می‌شد.
شرایط عملیاتی در اراضی شوروی سبب شده بود انتظار بالایی از یگان‌های پیاده‌نظام ورماخت وجود داشته باشد. با این حال تسلیحات این یگان‌ها به تنوع و فراوانی لشکرهای زرهی و موتوریزه نبود؛ مسئله‌ای که تمامی انواع رزم را دشوارتر ساخته بود. با افزایش میزان رزم موضعی، پیاده‌نظام ورماخت که علاوه بر مسئولیت امنیت‌بخشی به اراضی تصرف شده توسط نیروهای زرهی، مسئول یکپارچه نگاه داشتن خط مقدم بلند جبهه شرقی بود، با وجود این که از آموزش کافی در این زمینه برخوردار بود، در زمینه تسلیحات مناسب آن مخصوصا در مقایسه با دشمن، در مضیغه بود؛ به وجهی که نیروهای ورماخت برخی اوقات رو به استفاده از تسلیحات ارتش سرخ می‌آوردند. ارتشبد اوالت فن کلایست، فرمانده گروه زرهی ۱، پس از جنگ می‌گوید: «تسلیحات [شوروی] حتی در سال ۱۹۴۱ خیلی خوب بود. … تقریباً همه سلاح‌های پیاده‌نظام آن‌ها عالی بود، تفنگ‌های آن‌ها جدیدتر از ما بود و نرخ آتش بیشتری داشت.» سرهنگ راوس نیز بعد از جنگ می‌آورد: «در آغاز کارزار جبهه شرقی پیاده‌نظام روسی بسیار بهتر از پیاده‌نظام آلمانی در زمینه تجهیزات خمپاره‌اندازها و استفاده از آن بود. توپ‌های ضد تانک روسی نیز چنین حالتی داشتند.» در همین حال، اولویت‌های متضاد فرماندهی‌های عالی نیروی زمینی و ورماخت در رویکرد به جنگ‌هایی که آلمان درگیر آن‌ها بود، نیازمند برنامه‌های تسلیحاتی به شدت متفاوتی بود. در حالیکه فرماندهی عالی ورماخت خواهان توجه به زیردریایی‌ها و هواگردها در جنگ علیه بریتانیا بود؛ فرماندهی عالی نیروی زمینی به تانک و نیروی انسانی برای تهاجم به شوروی نیاز داشت. قصد آلمان در دستیابی به یک پیروزی سریع در مقابل شوروی، موجب تأکید عملیاتی آن بر بمب‌افکن‌های تاکتیکی شده بود. بدین ترتیب این کشور در طول جنگ با شوروی هیچگاه از یک نیروی بمب‌افکن‌های راهبردی برخوردار نبود و این مسئله در کنار عدم حصول یک پیروزی سریع برای آن و طولانی شدن جنگ، ضربه بزرگی به نیروهای آلمان در رسیدن به موفقیت وارد آورد.
در حالی که در طرف مقابل تسلیحات شوروی ساخت بسیار ساده‌ای داشت و قطعات متعددی از آن‌ها در مدل‌های مختلف قابل استفاده بود. این مسئله علاوه بر آسان‌تر کردن کار تولید برای توده کارگران بی تجربه، فرایند آن را نیز سریع‌تر می‌کرد. شوروی همچنین تولید ادوات بزرگ و پرخرج مانند ناوها، بمب‌افکن‌های راهبردی و جنگنده‌های شبانه را که نیازمند منابع و نیروی کار زیادی بودند، در دو سال اول رها کرده و بر تولید تجهیزاتی همچون جنگنده‌هایی با سطح ارتفاع پرواز پایین و برد کوتاه و هواگردهای تهاجمی تمرکز نمود. پس از برگزیده شدن یک سلاح در شوروی، تأکید زیادی بر توسعه همان سلاح می‌گردید و از تعدد نمونه‌ها در طراحی و ساخت هر نوع تجهیزات و وسیله‌ای خودداری می‌شد تا استانداردسازی تولیدی ارزان، سریع و کارآمد حاصل کند. شوروی با کاربرد صحیح اصول مهم تولید انبوه در صنعت همچون خطوط بلند مدت تولید، بهره‌وری را به حداکثر رسانده بود. از طرفی شوروی از سال‌های پیش از آغاز جنگ شروع به‌کارگیری نسل نوینی از تسلیحات از جمله راکت‌اندازهای چندتایی و تانک‌های جدیدی مانند تانک متوسط تی-۳۴ و تانک‌های سنگین کی‌وی کرده بود که به شکل قابل توجهی برتر از تمامی نمونه‌های سال ۱۹۴۱ آلمانی بودند. توپ‌های استاندارد ۳۷ میلی‌متری ضد تانک ورماخت در مقابل تانک‌های جدید شوروی، منسوخ و تا حدود زیادی بلااستفاده بودند. این تانک‌ها در تمامی طول خط مقدم جبهه شرقی برای لشکرهای زرهی و پیاده‌نظام ورماخت وحشت‌آفرینی می‌کردند. لشکر هفتم زرهی ورماخت روز ۳ سپتامبر می‌نویسد با وجود همه تلاش نیروهای ضد تانک، آلمانی‌ها قادر به متوقف کردن تنها ۲ تانک کی‌وی-۱ نیستند. همین لشکر چند روز بعد پدیداری ۴ تانک کی‌وی-۱ را حتی بدون حمله آن‌ها، موجب عقب‌نشینی پیاده‌نظام آلمانی در مجاورت این لشکر، برمی‌شمرد. لشکر چهارم زرهی ورماخت نیز از شلیک بی‌ثمر تمامی گلوله‌های یک توپ ضد تانک علیه یک تانک کی‌وی-۱ ارتش سرخ و در نهایت گذشتن آن تانک از روی توپ ضد تانک آلمانی گزارش می‌دهد. راکت‌اندازهای چندتایی کاتیوشا شوروی که از ماه ژوئیه در میدان‌های نبرد پدیدار شد و به زودی وارد تولید انبوه گردید، قادر به شلیک ۳۲۰ راکت کالیبر ۱۳۲ میلی‌متری تنها در عرض ۱۰ ثانیه بودند. این توان آتش بالا اثر بسیار مخربی داشت و موجب وحشت و در مواردی عقب‌نشینی آلمانی‌ها می‌شد.

## ضعف طرح عملیاتی
طرح عملیاتی بارباروسا همانند اغلب عملیات‌های دیگر ورماخت، یک هدف راهبردی وحدت بخش نداشت. تمامیت طرح تنها ترکیبی از اهداف سطح عملیاتی بود که راهبرد را به وادی تفکرات آرزو محور حواله ساخته بود؛ به وجهی که هالدر نیز اواخر ماه ژانویه سال ۱۹۴۱ می‌نویسد: «هدف شفاف نیست؛ ما به بریتانیا یورش نمی‌بریم و پتانسیل اقتصادی ما بهبود نخواهد یافت.» به همین شکل تفکر عملیاتی دید هوشیارانه راهبردی را نزد فرماندهان ورماخت تحت شعاع قرار داده بود. ژنرال‌های آلمانی عموماً صرفا بر اهداف کوتاه‌مدت پیش روی خود که در تصرف شهرها و انهدام ارتش‌های مجاور خلاصه می‌شد، تمرکز می‌کردند. این افراد گاهی به دنبال پیشبرد منافع خود و اهداف شخصی، فرماندهی عالی را تحت تأثیر قرار می‌دادند و موجب تغییر تصمیم‌های از پیش گرفته شده می‌شدند.
راهبرد عملیاتی آلمانی‌ها به جای پیگیری مقاصد جغرافیایی، متوجه نیروهای دشمن بود. بدین شکل مهاجمان در تعقیب اهداف متحرکی بودند که قضاوت در رابطه با موفقیت آن‌ها را، مخصوصاً با ظرفیت پایین اطلاعاتی راهبردی ورماخت، سخت می‌کرد. تعیین چنین راهبردهایی از برتری دادن عملیات‌ها به پرسنل، ضعف اطلاعاتی و تدارکاتی، تغییر شبیه‌سازی‌ها تا حصول نتیجه از پیش تعیین شده و بی‌توجهی به اخبار نامطلوب ناشی می‌شد. طرح عملیاتی آلمان در دستیابی به شفافیت در زمینه چگونگی تحقق راهبرد انهدام ارتش سرخ نیز موفق نبود. برای برنامه‌ریزان دقیقاً مشخص نبود این منظور با از بین بردن بخش اصلی نیروهای ارتش سرخ و سلطه بر پایتخت شوروی انجام خواهد گرفت یا با تصرف مناطق کلیدی نظامی-صنعتی آن محقق خواهد شد. در نتیجه هیچ هدف یگانه‌ای بر فرایند طرح‌ریزی حاکم نبود. پس از آغاز عملیات و بروز مشکلات جدی از جمله تاخیرهای ویرانگر در اثر انحرافات مکرر از اهداف به دنبال مقاصد دیگر، بحث و جدل بر روی مشکلات کلیدی تازه انجام می‌گرفت. درحالیکه این مسائل باید پیش از آغاز برطرف می‌شدند. همین واگرایی بنیادین بر سر راهبرد پایه استالین و ارتش سرخ را از انهدام کامل نجات داد. وجود حفره در قسمت شرقی محاصره اسمولنسک و ناتوانی گروه‌های زرهی ورماخت در بستن آن که منجر به گریز ده‌ها هزار نفر از نیروی‌های دشمن شد، یکی از بهترین مثال‌های شکست آلمانی‌ها در دستیابی به راه حل در مواجهه با بحران‌های راهبردی پدید آمده در مقابل آن‌ها بود. در این شرایط ژنرال‌های آلمانی که عادت به ناکامی در میدان نبرد نداشتند، انگشت اتهام را به سوی یکدیگر می‌گرفتند.
بی‌توجهی به تدارکات در رویکرد راهبردی آلمان مشکلی بود که تقریبا در هر عملیات عمده ورماخت وجود داشت. در نزد آلمانی‌ها مسائل تدارکاتی تابع ملاحظات راهبردی تلقی می‌گردید؛ به این معنا که هر گاه هدفی تعیین می‌شد این وظیفه سطوح پایین فرماندهی بود که وسائط آن را فراهم آوردند و سازمان دهند. هالدر در توضیح این موضوع پس از جنگ می‌گوید: «مواد می‌بایست در خدمت افکار باشند. بر این اساس، بخش تدارکات ما هیچگاه نباید مانع مفهوم عملیاتی شود.»
در همین وضعیت قرار داده شدن اهمیت بیشتر بر دستیابی به اهداف کلیدی اقتصادی توسط هیتلر در مقابل تأکید نیروی زمینی بر عوامل نظامی، موجب درگیری جدی بین پیشوا و فرماندهی عالی نیروی زمینی در ارتباط با چگونگی پیش برد جنگ در جبهه شرقی در برهه‌های زمانی حساس می‌شد؛ چیزی که بلومنتریت از آن با عنوان «جدل‌های بی‌پایان» یاد می‌کند. این مسائل نیز پیش از آغاز عملیات مورد بحث قرار نگرفته و روشن نشده بود؛ چرا که هیتلر تصور می‌کرد نیروی زمینی به سادگی از فرامین او تبعیت خواهد کرد درحالیکه هالدر، رئیس ستاد کل نیروی زمینی معتقد بود پیشرفت عملیات صحت نظراتش را به اثبات خواهد رساند. در این شرایط نبود فرامین روشن از رده‌های بالاتر سبب می‌گشت فرماندهان میدانی چون هاینتس گودریان، بدون آگاهی از ماموریتشان، فرض را بر مبنا بودن برداشت خود از شرایط بگذارند و با تعبیر یک‌جانبه از اهداف گسترده‌تر راهبردی، همان گونه که خود صلاح می‌دیدند دست به عمل بزنند. عمده دلیل این مسئله تلاش هالدر و فن براوخیچ برای جلوگیری از درز اطلاعات به منظور پیش برد مقصود خود در تمرکز بر مسکو و فرمان ماه ژانویه سال ۱۹۴۱ هیتلر در محدود کردن آگاهی فرماندهان از کلیت عملیات تنها به حوزه عملیاتی اطراف آن‌ها بود که از دریافت کلی‌تر اهداف طرح جلوگیری می‌نمود. در یک مورد، ارتشبد هرمان هوت مدعی شده‌است که تنها پس از جنگ از متن فرمان شماره ۲۱ پیشوا و دستورالعمل فرماندهی عالی نیروی زمینی مطلع شده و پیش از آن هیچ آگاهی از طرح چرخش نیروهایش در گروه زرهی ۳ به جانب شمال نداشته‌است و تصور می‌کرده‌است قرار است مستقیماً به سمت مسکو پیش برود. به نظر می‌رسد سرمنشا این امر به درز اطلاعات بسیار مهمی در اوایل سال ۱۹۴۰ از برنامه مخفی تهاجم آلمان به هلند بازمی‌گردد که موجب شد هیتلر نخستین بار فرمان مشابهی برای محدود کردن آگاهی فرماندهان از جزئیات عملیات صادر کند. این مسئله اساساً بر رویکرد غیر واقع‌بینانه طرح‌ریزی عملیات بارباروسا نیز اثرگذار بوده‌است.
طرح برنامه‌ریزان بارباروسا برای به محاصره درآوردن نیروهای دشمن تنها با استفاده از یک بازو و از یک طرف در بخش‌های شمالی و جنوبی جبهه، یک ایراد بنیادین به حساب می‌آمد که با وجود امید به موفقیت آن، در میدان نبرد با شکست مواجه شد و به شوروی زمان و فرصت دیگری بخشید تا جهت دفاع از قلب اراضی خود، لایه دومی از ارتش‌ها سازمان دهد و مردم و منابع گسترده خود را بسیج نماید.
این طرح درحالی بدون توجه به مناطق حیاتی اقتصادی در قسمت جنوبی با اراضی مناسب‌تر برای پیشروی تانک‌ها، تا حدود زیادی اساساً تمرکز اصلی خود را بر مسکو با مسیری سرتاسر جنگلی و مردابی و راه‌های کم گذاشته بود که آلمان ملزم بود برای پیروزی در این جنگ، در سریع‌ترین حالت ممکن به میدان‌های نفتی قفقاز دست یابد. در همین وضعیت نیروهای زیادی از بخش مرکزی که متوجه مسکو بود، به اطراف گسیل شدند تا آلمان با سعی در دستیابی یکباره به همه چیز، تقریباً در هیچ‌کدام به موفقیت نرسد. این درحالی بود که آلمان گرفتار جنگ در دو جبهه شده بود و شکست در تحقق اهدافش در جبهه شرقی برای این کشور به یک فاجعه راهبردی بدل گشت.
از دیگر عواملی که بر اقدامات آلمان در عملیات بارباروسا تأثیر می‌گذاشت یادآوری خاطره جنگ جهانی اول بود. در مهم‌ترین مورد نیروهای آلمانی در جبهه غربی جنگ جهانی اول در ماه سپتامبر سال ۱۹۱۴ وادار به گرفتن حالت تدافعی شدند که جنگ را به سرعت به بن‌بست رزم سنگرها کشید. از نظر بسیاری از فرماندهان ورماخت شکست آلمان در آن جنگ در اثر احتیاط بیش از حد به جای تهاجم همه‌جانبه با تمامی ابزارهای ممکن به طرف پاریس بود که به «معجزه مارن» برای متفقین انجامید. این مسئله موجب رویکرد کاملاً تهاجمی آلمان به شکلی کاملاً فرا تر حدود توانایی ورماخت در عملیات بارباروسا شد.

## برآورد ضعیف
به محض انعقاد پیمان مولوتف-ریبنتروپ، هیتلر از ویلهلم کاناریس، رئیس آبوِر (اداره اطلاعات نظامی آلمان)، خواست از اجرای هر گونه عملیاتی که ممکن است علیه شوروی تلقی شود، خودداری کند. بدین ترتیب سرویس جاسوسی آلمان بلافاصله اقدامات خود برای جمع‌آوری اطلاعات را رها کرد. دست زدن به چنین کارِ خود فلج‌کننده‌ای موجب شد آبور تقریباً هیچ خبری از اتفاقات درون شوروی نداشته باشد.
پس از آغاز کار طرح‌ریزی عملیات بارباروسا، برآورد دشمن با تحقیق چهار روزه و عجولانه ستاد سرهنگ دوم ابرهارد کینتسل در سازمان اطلاعات نظامی ارتش‌های خارجی شرق در ارتباط با توان ارتش سرخ آغاز شد. تمامی برنامه‌ریزی‌های بعدی آلمانی‌ها بر اساس اطلاعات ناقص و ناکافی حاصل از تحقیقات ضعیف این ستاد کوچک و پرمشغله، صورت گرفت. گشتاپو نیز به عنوان مسئول اطلاعات سیاسی، با پیش‌بینی فروپاشی حاکمیت شوروی در عرض چند هفته، لایه دیگری از نادرستی به تمامی این برآوردها افزود. سازمان‌های اطلاعاتی آلمان با وجود رصد ده‌ساله، آگاهی اندکی نسبت به دشمن آینده خود به دست آورده بودند.
دستیابی به میزان حقیقی توان ارتش سرخ برای آلمانی‌ها کار دشواری می‌نمود و مقدار حاصل از آن تا هنگام آغاز عملیات رفته‌رفته افزایش میافت. برآورد ورماخت اواخر ماه ژانویه سال ۱۹۴۱ از توان ارتش سرخ در جبهه اروپا به ۱۲۱ لشکر پیاده‌نظام، ۲۵ لشکر سواره‌نظام و ۳۱ تیپ مکانیزه رسیده بود. میانه ماه مارس، کینتسل اعلام کرد نشانه‌های کم یا هیچ نشانه‌ای از مقدار نیروهای شوروی در سایر مناطق در اختیار آلمانی‌ها نیست. او ماه بعد اذعان داشت «توان ارتش سرخ در اروپا بسیار بیشتر از آنچه تا آن زمان تصور می‌شد، باید در نظر گرفته شود.» کینتسل این مقدار را ۱۷۱ لشکر پیاده‌نظام، ۳۶ لشکر سواره‌نظام و ۴۰ تیپ مکانیزه قلمداد کرد. در نهایت سرویس‌های اطلاعاتی آلمانی اندازه کلی ارتش سرخ را کمتر و تعداد واحدهای مستقر در مناطق نظامی غربی را بیشتر از آنچه بود، برآورد نمودند و به‌طور کلی از استقرار نیروهای ذخیره شوروی در شرق رود دنیپر بی‌اطلاع ماندند. تصور آلمان از کمیت تجهیزات شوروی نیز کم‌تر از واقعیت بود. اطلاعات آلمان برآورد ۱۰ هزار تانک و ۶ هزار هواگرد را برای ارتش سرخ حاصل نمود درحالیکه شوروی حدود ۲۴ هزار تانک و ۲۰ هزار هواگرد در اختیار داشت.
آلمانی‌ها همچنین در طول برنامه‌ریزی عملیات بارباروسا از توجه به مشکلات احتمالی حاصل از اقدامات متقابل شوروی غفلت ورزیدند و وسعت و تاب‌آوری اقتصادی آن را دست کم گرفتند.
طبیعت بسته جامعه اتحاد جماهیر شوروی مانع فوق‌العاده‌ای در مسیر برنامه‌ریزی آلمانی‌ها ایجاد کرده بود. مقدار بازدید گردشگران غربی از شوروی عملاً صفر بود و این مسئله امکان کاوش ظرفیت‌های دفاعی و صنعتی در اراضی داخلی کشور وسیع چون شوروی را برای آلمانی‌ها نفی می‌کرد. از این رو حتی دسترسی به ساده‌ترین نقشه‌ها از شوروی نیز با دشواری صورت می‌گرفت. از طرفی برنامه‌ریزان آلمانی عمیقاً محدود به سنت‌های نظامی اروپای مرکزی بودند و از آشنایی کافی با سرزمین‌های خارجی به‌خصوص آن‌هایی که از منظر جغرافیایی با آلمان متفاوت داشتند، برخوردار نبودند. در نتیجه با فقدان درک شخصی از آنچه انتظار می‌رفت با آن برخورد شود، به مسائل بسیار سهل‌انگارانه می‌نگریستند. گفته می‌شود شخصیت‌های ارشد فرماندهی عالی نیروی زمینی آلمان از جمله افسران اطلاعاتی، تمایل داشته‌اند کاستی‌های اطلاعاتی در ارتباط با شوروی را با پیش فرض‌های فرهنگی و تعصبات کلیشه‌ای پر کنند. از طرف دیگر تصور می‌شود آلمانی‌ها به جای استفاده از اطلاعات جمع‌آوری شده به عنوان مبنای تصمیمات، اطلاعاتی را جمع‌آوری می‌کردند که توجیه‌گر تصمیمات از پیش گرفته شده باشد.
با وجود این لوفت‌وافه در اوایل عملیات کاملاً دست بالا را داشت اما نتوانست نیروی هوایی شوروی را از بین ببرد. از اواسط ماه ژوئیه لوفت‌وافه حتی نمی‌توانست برتری هوایی کامل را بر فراز خط مقدم آلمان تضمین نماید. لوفت‌وافه از سه طریق شرایط نبردهای هوایی حاکم بر عملیات بارباروسا را دست کم گرفته بود:
1. لوفت‌وافه متوجه نشده بود که بیشتر هواگردهای منهدم شده شوروی در روزهای نخست عملیات از انواع منسوخ بودند.
2. با وجود انهدام تعداد بسیار زیادی از هواگردها، بیشتر خلبان‌های آن‌ها زنده مانده بودند.
3. آن‌ها قضاوت غلطی نسبت به توان بازیابی صنعت هواگرد شوروی داشتند.[۱۳۳]

پایه صنعتی شوروی برای تولید هواگرد بسیار بیشتر از آلمان بود و حتی توانست در شرایط آشفتگی سال ۱۹۴۱ برتری خود را حفظ کند. بین ماه‌های ژوئیه تا دسامبر شوروی حدود ۵۲۰۰ جنگنده نوین تولید کرد که به راحتی بر حدود ۱۶۰۰ جنگنده آلمانی فائق می‌آمد؛ در حالی که در همین زمان آلمان مجبور بود همین مقدار نیروی خود را بین جبهه شرقی و جنگ با بریتانیا که آن تولید بیشتری در زمینه جنگنده داشت، تقسیم کند. به نقل از فن کلایست همان برتری هوایی اولیه نیز «با مهارت خلبانان آلمانی کسب شد نه برتری عددی آن‌ها.»
در همین ارتباط هالدر روز ۲۶ اوت در یادداشت‌های جنگی خود می‌نویسد با وجود گذشت دو ماه از آغاز جنگ توان هواگردهای شوروی «در ناحیه تحت رصد» حدود ۳۷۰۰ فروند برآورد می‌شود. این در حالی بود که آلمان عملیات را با حدود ۳ هزار هواگرد آغاز کرده بود.

## پیش‌بینی اشتباه
مطالعات و طرح‌ریزی عملیات بارباروسا، بزرگ‌ترین تهاجم نظامی تاریخ اساساً بر عهده یک سرتیپ و دو سرهنگ دوم نهاده شده بود که همگی طرح خود را بر پایه اطلاعات سؤال برانگیز ستاد ارتش‌های شرق و بدون تحقیق مستقلانه خویش قرار داده بودند و هیچ‌کدام شکی در زمینه پیروزی در عرض شش تا ده هفته و توانایی ورماخت در ساقط‌سازی موفقیت‌آمیز حاکمیت شوروی نداشتند. هیلتر نیز همانند ستاد کل نیروی زمینی تصور می‌کرد ارتش سرخ و کل نظام بلشویکی شوروی در نخستین مرحله از عملیات فرو خواهد پاشید. از این رو اقدامات این افراد تنها بر یافتن بهترین روش دستیابی به این مسئله متمرکز شده بود. ستاد کل نیروی زمینی آلمان هیچ علاقه‌ای به بررسی تاریخ جنگ‌های شمال و شرق اروپا و چگونگی جنگ روس‌ها با دشمنان سوئدی، فنلاندی و لهستانی نداشت و خود را تنها به اروپای مرکزی محدود ساخته بود. درحالیکه ژنرال‌های آلمانی با دریافت درس‌های فراگرفته شده در جنگ جهانی اول، از سال‌های پیش از آغاز جنگ دوم جهانی متوجه شده بودند که در عصر هواپیما و تانک امکان پیروزی‌های سریع در مقابل حریفان قدرتمندتر وجود ندارد و اقدام به چنین کاری برای آلمان فاجعه بار خواهد بود. با این حال آلمان تصور می‌کرد با به‌کارگیری نزدیک به ۱۶۰ لشکر شامل بیشتر نیروهای زرهی و هوایی در کنار قریب به ۷۵۰ هزار سرباز قوای محور و متحدان آن، خواهد توانست در این مدت کوتاه، بر ارتش سرخ فائق آید. در عمل مشخص شد این مقدار نیرو برای اجرایی ساختن چنین مأموریتی ناکافی است. هدف انهدام بیشتر نیروهای شوروی در مناطق غربی جهت جلوگیری از عقب‌نشینی نیروهای قدرتمندی از دشمن به درون اراضی گسترده شوروی در شرق محقق نشد. بر خلاف تصور آلمانی‌ها، رهبران شوروی با وجود تحمل تلفات فاجعه‌بار در چند هفته نخست عملیات، قادر به سازمان دادن یک دفاع مؤثر شدند. با گسترش جبهه و افزایش تلفات، شکاف‌هایی در خطوط نیروهای آلمانی پدیدار شد، جناحین آن‌ها بازماند و توان ورماخت در نقاط حیاتی تمرکز تضعیف شد. در این شرایط تحرک و توان آتش نیروهای زرهی آن‌ها به شکل نگران کننده‌ای تحلیل رفت به گونه‌ای که دیگر اتمام عملیات تا پایان تابستان سال ۱۹۴۱ ممکن نبود. از اواخر تابستان و اوایل پاییز سال ۱۹۴۱ جنگ در جبهه شرقی شاخصه انسانی بیشتری به خود گرفت. این جنگ به مقدار بسیار بیشتری از پیش‌بینی برنامه‌ریزان آلمانی به درگیری تن‌به‌تن بدل شد و در این زمان بود که ورماخت تاوان سنگینی بابت بی‌توجهی به لشکرهای پیاده‌نظام خود و استفاده اشتباه از آن‌ها پرداخت.
این موضوع ریشه در فلسفه نازی‌ها در برتری اغراق‌شده نژادی و نظامی آلمانی‌ها بر دشمنان و همچنین اثرات نامعلوم تجربیات آلمان از جبهه شرقی جنگ جهانی اول که در آن یک لشکر آلمانی قادر به شکست دو یا سه لشکر روسی بود، داشت. در حالیکه در همان موضع نیز این کشور موقعیت چندان آسانی نداشت و حتی در سال ۱۹۱۵ که پیشروی‌های بزرگی برای آن‌ها حاصل شد، تلفات نیروهای آلمانی در جبهه شرقی تا یک چهارم بیش از مقدار تلفات آن‌ها در جبهه غربی بود. از طرفی آلمانی‌ها در کنار متحدانشان در آن زمان گستردگی جبهه از فنلاند تا کریمه و شرایط آب‌وهوایی و جغرافیایی روسیه را به صورت زیادی تجربه کرده و گرفتار راه‌ها و ارتباطات ضعیف و سرما و بیماری‌های آن شده بودند. ظاهراً با گذر یک نسل، تمامی این آموزه‌ها در رهبران ورماخت از دست رفته و از خاطرها فراموش شده بود. به هر صورت شکست نهایی روسیه در سال ۱۹۱۷ در حالیکه نیروهای آلمانی بین چندین جبهه تقسیم شده بودند، موجب تقویت این دیدگاه در نزد آلمانی‌ها گشت که روسیه سرزمینی عقب‌افتاده با ارتشی از دهقانان است. حوادث جبهه غربی در همان جنگ، سبب این تصور شد که تهدید حقیقی علیه آلمان از جانب غرب است. از همین رو شکست فرانسه در جنگ جهانی دوم به همراه منزوی شدن بریتانیا، موجب گردید تصور شود شوروی به تنهایی قادر به مقابله با آلمان نخواهد بود. نتیجه‌گیری‌ها از پاکسازی افسران ارتش سرخ و تصورات غلط حاصل شده از جریان درگیری شوروی و فنلاند از جنبه‌های دیگر مؤثر در قضاوت‌های نادرست آلمانی‌ها از توانایی شوروی بود.
با این حال که تاکتیک عملیاتی بلیتس‌کریگ برای عده‌ای چیزی همانند یک «شگفتی عملیاتی» به حساب می‌آمد و آلمانی‌ها برای ارتش سرخ هیچ شانسی در پایداری موفقیت‌آمیز در برابر آن قائل نبودند، درجه بالای پیچیدگی این تاکتیک و اتکای زیاد آن به حمایت نزدیک تسلیحاتی با نیاز فراوان به منابع، موجب می‌شد با اراضی دارای فواصل طولانی شوروی و زیرساخت‌های بدوی آن سازگاری نداشته باشد. چرا که پیروزی در نبردهای مرزی، مسکو، پایتخت شوروی را در عمق هزار کیلومتری بر خلاف پاریس در فرانسه، بلافاصله زیر تهدید قرار نمی‌داد و موجب آشوب در رهبران شوروی مانند هم‌نوعان فرانسوی آن‌ها نمی‌شد. از طرفی نیروی زمینی کند آلمان از ظرفیت نفوذ در اعماق خطوط شوروی و به شکل همزمان به محاصره درآوردن اراضی وسیع بسیار فراتر از خطوط مقدم دشمن را نداشت. این مسئله این سؤال را برمی‌انگیزاند که آیا ارتش‌های تمام موتوریزه مانند ارتش ایالات متحده در سال‌های ۱۹۴۴ و ۱۹۴۵، می‌توانستند از عهده کاری برآیدند که انتظار انجام آن توسط ورماخت در جبهه شرقی می‌رفت؟ یکی از عواملی که این مسئله از آن نشأت می‌گرفت گزارش‌های غیر انتقادی و با ارزیابی محدود از موضوعاتی چون شرایط تدارکاتی بود که از جانب افرادی چون هالدر به هیتلر ارائه می‌شد و موجب اقدامات بلندپروازانه فراتر از حد توان ورماخت می‌گشت.
تمامی پیروزی‌های دیپلماتیک و نظامی پیشین آلمان در نتیجه استفاده از نقاط ضعف حریفان حاصل شده و این مسئله باعث تصور غیرواقعی از توان حقیقی ورماخت گشته بود. پیروزهای نظامی آلمان در غرب اروپا در نواحی توسعه یافته با مساحتی محدود که در آن نیروهای مدافع از آمادگی لازم برای مقابله و تاب‌آوری در برابر «جنگ برق‌آسا» مهاجمان و همچنین اراده برای مبارزه و مقاومت نداشتند، با استفاده از نیروی حداقلی اتفاق افتاده بود به شکلی که عده‌ای آن را از سر اقبال و در اثر اشتباهات تاکتیکی طرف مقابل دانسته‌اند. برنامه‌ریزان آلمانی با نادیده گرفتن عوامل کلیدی سعی داشتند درس‌های فراگرفته شده در نبرد فرانسه را در شرایط کاملاً متفاوت شوروی نیز اعمال کنند. درحالیکه در این عملیات نیروهای آلمانی می‌بایستی بزرگ‌ترین قوه نظامی جهان را از بین می‌بردند و در خط مقدمی به پهنای ۱۸۰۰ کیلومتر در مناطقی کم‌تر توسعه یافته دست به پیشروی ۱۷۵۰ کیلومتری می‌زدند. نیروهای زرهی آلمانی برای تکمیل مأموریت خود می‌بایست تا مینسک ۳۰۰ کیلومتر و تا اسمولنسک ۷۰۰ کیلومتر را از لب خط مرزی طی می‌کردند. در حالی که این فاصله در فرانسه برای به محاصره درآوردن نیروهای دشمن، تنها ۳۰۰ کیلومتر تا دهانه رود سم بود. قسمت اروپایی شوروی که هدف تقریبی عملیات به حساب می‌آمد، مساحتی بالغ بر ۵٫۵ کیلومتر مربع داشت؛ ورماخت حداکثر توانست سلطه بر ۱٫۸ میلیون کیلومتر مربع از آن را محقق سازد. از طرفی لوفت‌وافه در نبرد فرانسه بدون نگرانی از جناح پشتی و با توجه به فواصل کوتاه، توانسته بود نیروهای خود را جهت گذاشتن تأثیری تعیین‌کننده متمرکز نماید درحالیکه وضعیت در شوروی با فضایی به شدت وسیع کاملاً متفاوت بود و قابلیت این نیرو در اجرای چنین مأموریت را زیر سؤال می‌برد.
با وجود هشدار ابراز شده توسط مطالعه انجام گرفته در بخش نظامی-جغرافیایی ستاد کل نیروی زمینی در ماه اوت سال ۱۹۴۰، مبنی بر این که با اتکا به پایگاه صنعتی و کشاورزی و تولیدات تسلیحاتی اراضی فراتر از کوه‌های اورال، تسخیر مسکو، لنینگراد و اوکراین لزوماً شوروی را وادار به پذیرش صلح نخواهد کرد، با فقدان کامل استنباط صحیح از شرایط شوروی در نزد رهبران آلمان، هیتلر و مشاورین نظامی او مطمئن بودند اگر نیروهای آلمانی ارتش سرخ را منهدم کنند، با تکرار آشوب به پا شده در سال ۱۹۱۸ در امپراتوری روسیه، رژیم کمونیستی استالین فرو خواهد پاشید. این تصورات میزان سلطه استالین بر جمعیت شوروی و توانایی ارتش سرخ در بسیج نیروهای راهبردی ذخیره جهت جایگزینی نیروهای از دست‌رفته در محاصره‌های اولیه دشمن، را دست کم می‌گرفت. استالین ماه نوامبر سال ۱۹۴۱ در این باره می‌گوید: «هر حکومت دیگری اگر به مقدار ما اراضی از دست می‌داد، تاب نمی‌آورد و فرومی‌پاشید.» حاکمیت وحشت استالین در دهه‌های ۱۹۲۰ و ۱۹۳۰ هر گونه مخالفت سیاسی سازمان‌یافته را که می‌توانست به آشوب مد نظر آلمانی‌ها بینجامد، در شوروی محو کرده بود. از طرفی، حدود ۶۵ میلیون نفر از جمعیت شوروی در مناطق تحت تصرف آلمان قرار داشتند اما بیشتر این جمعیت روس تبار نبودند. نزدیک به نیمی از این مقدار یک یا دو سال اخیر «شهروندان» شوروی به حساب می‌آمدند. در اوج پیشروی ورماخت، حکومت شوروی همچنان بیش از صد میلیون نفر از جمعیت که نسبت بسیار بیشتری از آن‌ها نسبت به پیش از آغاز جنگ، روس بودند، در سلطه خود داشت. این حکومت پس از قریب به ۲۵ سال تبلیغات سیاسی یک‌جانبه و اتکا به روحیه ملی‌گرایی روسی، توانست این مردمان را به نفع خود گرد آورد.
از غیرمنتظره‌ترین قابلیت‌هایی که رهبران شوروی در چند ماه نخست جنگ به نمایش گذاشتند توانایی آن‌ها سازماندهی تدارکاتی، ایجاد و بازسازی یگان‌ها و احداث سریع خطوط دفاعی در اراضی پشت خط مقدم از طریق به‌کارگیری گسترده نیروی کار غیرنظامی بود. شوروی مهارت بالایی در استفاده از ارتباطات ریلی جهت جابه‌جایی نیرو، تعمیر مؤثر خطوط آهن و تخلیه بیشتر ادوات ریلی بدون ایجاد اختلال زیاد در ظرفیت مابقی شبکه نشان داد. قریب به ۴۵ درصد از جمعیت شوروی در سنین زیر ۲۰ سال قرار داشتند تا این کشور با برخورداری از نیروی ذخیره ۱۴ میلیون نفری که گونه‌ای از آموزش نظامی را گذرانده بودند، بتواند با تکمیل مرحله نخست بسیج در عرض تنها ۸ روز از ۲۲ ژوئن تا ۱ ژوئیه سال ۱۹۴۱ قوای ارتش سرخ را از ۵٫۵ میلیون نفر به ۹٫۶ میلیون نفر برساند و در شش ماه آینده ۴۰ ارتش میدانی جدید ایجاد کند. وجود چنین نیروی ذخیره و ظرفیتی تقریباً برای دستگاه اطلاعاتی آلمان پوشیده بود. در حالی که پیش‌بینی پیش از آغاز عملیات آلمان برای توان ارتش سرخ حدود ۳۰۰ لشکر را برآورد می‌کرد، شوروی تا ماه دسامبر سال ۱۹۴۱ بیش از دو برابر این مقدار لشکر در اختیار داشت. از همین رو با وجود وارد آمدن حدود ۴ میلیون نفر تلفات و انهدام ۲۰۰ لشکر شوروی که حدوداً معادل توان ارتش سرخ در زمان صلح بود، نیروهای مسلح این کشور قادر به بقا و ادامه جنگ شدند. آلمانی‌ها تصور می‌کردند عملیات بارباروسا موجب از دست رفتن ۷۵ درصد از صنایع سنگین شوروی خواهد شد و امکان تسلیح مجدد را از این کشور خواهد گرفت. چنین پیش‌بینی امکان انتقال صنایع نظامی شوروی به اراضی شرقی و ادامه تولیدات تسلیحاتی برای شوروی را در نظر نگرفته بود. خود هیتلر در یک سخنرانی عمومی در برلین در روز ۳ اکتبر بدین شکل به غفلت آلمان از توانایی شوروی اعتراف کرد: «چیزی ما را فریب داد. ما هیچ گمانی از این که این دشمن چه اندازه آماده‌سازی‌های زیادی در برابر آلمان و اروپا انجام داده بود نداشتیم.
شوروی با برتری در تولیدات تسلیحات حیاتی جنگی، ذخایر نیروی انسانی و بسیج برای جنگ تمام‌عیار برخلاف پیش‌بینی آلمانی‌ها نه تنها از تهاجم اولیه آن‌ها نجات یافت و «لگد اولیه به در شوروی» بر خلاف تصور هیتلر باعث «فروریختن ساختار شوروی» نشد بلکه این کشور در ادامه به دشمنی قدرتمندتر بدل گشت. فرانتس هالدر، رئیس ستاد کل فرماندهی عالی نیروی زمینی آلمان در اسناد ثبت وقایع جنگی خود در ۱۱ ماه اوت سال ۱۹۴۱ می‌نویسد: «کلیت شرایط نشان می‌دهد ما عظمت روسیه را دست کم گرفته‌ایم. این نتیجه هم مربوط به مسائل سازمانی و هم اقتصادی است. ما در آغاز جنگ، بر روی ۲۰۰ لشکر دشمن حساب باز کرده بودیم اما تا کنون ۳۶۰ لشکر از آن‌ها را شمارش نموده‌ایم. این لشکرها همانند ما تسلیح و تجهیز نشده‌اند و رهبری تاکتیکی بدی دارند اما وجود دارند. اگر ما تعدادی از آن‌ها را منهدم کنیم، روس‌ها تعداد دیگری جایگزین آن‌ها می‌کنند.»
به عقیده برایان فیوگیت، تاریخ‌دان آمریکایی، به هر حال با توجه به آماده‌سازی‌های شوروی و انتقال گسترده نیرو به آن، اگر گروه ارتش مرکز ورماخت می‌توانست تهاجمی به خود شهر مسکو نیز صورت دهد احتمالاً این نبرد به یک «استالینگراد زودتر» بدل می‌شد و مبارزه «تا صرف شدن آخرین نفر و آخرین گلوله» ادامه پیدا می‌کرد و پایان آن به نفع آلمان اصلاً مشخص نبود. طبق نظر دیوید استاهل، تاریخ‌دان آمریکایی، با توجه به شرایط وخیم تدارکاتی ورماخت، تسخیر مسکو در محدوده جدول زمانی عملیات، «یک غیرممکن از پیش تعیین‌شده» بود. به نقل از استاهل، به هر صورت هیچ دلیلی وجود ندارد که نشان دهد حتی در صورت از دست رفتن مسکو، در عملکرد شوروی تفاوتی ایجاد می‌شد؛ بلکه شوروی پیش از نبرد مسکو، کویبیشِف در ۸۰۰ کیلومتری شرق مسکو را به عنوان پایتخت جدید خود برگزیده و از میانه ماه اکتبر شروع به انتقال وزارتخانه‌ها و اماکن دیپلماتیک به آن نموده بود. فروپاشی کلی در شوروی هنگامی اتفاق می‌افتاد که یا ارتش سرخ به گونه‌ای منهدم می‌شد که دیگر امکان مقاومت سازمان یافته و ایجاد جبهه جدید در مناطق شرقی‌تر برای آن ممکن نباشد یا شوروی به اندازه‌ای از مراکز راهبردی خود همچون مناطق صنعتی، میدان‌های نفتی، معادن و مراکز جمعیتی را دست می‌داد که صنعت آن دیگر قادر به تأمین نیازهای اولیه جهت تولید انبوه تسلیحات نوین نباشند. برخلاف پیش‌بینی‌ها، آلمان در نهایت موفق نشد هیچ‌یک از این شرایط را که می‌توانست موجب فروپاشی شوروی شود، محقق کند.

## دخالت‌های هیتلر در امر فرماندهی
بر خلاف استالین که فرا گرفت به ژنرال‌های حرفه‌ای خود در امور جنگی اعتماد کند، آدولف هیتلر، پیشوای آلمان، بدون داشتن سابقه آموزش رسمی نظامی، تصور می‌کرد در جریان جنگ با شوروی شخصاً مسئول جنگ و عملیات‌های نظامی آن است. در طی زمان با کسب تجربه و حصول برخی موفقیت‌ها، او دخالت خود را در تصمیم‌گیری‌های راهبردی، عملیاتی و حتی را تاکتیکی افزایش داد. این مسئله از دخالت‌های جزئی تا مداخلات همه‌جانبه اتفاق می‌افتاد. صدور مستقیم دستورهای عملیاتی و تاکتیکی تحت عنوان «فرمان پیشوا» به شاخه‌های مختلف ورماخت آزادی عمل را از ستاد کل این نیروها در برنامه‌ریزی و فرماندهی حقیقی سلب می‌کرد. با تمایز روشن بین ماموریت‌های تاکتیکی مرسوم در نیروهای مسلح آلمان و فرامین مستقیم و بروز مشکلات حاصل از تعارض بین این دو، تا هنگامی که پیروزی نصیب آلمانی‌ها می‌شد، فرماندهان عالی‌رتبه با خویشتن‌داری با این دخالت‌ها مسامحه می‌کردند چرا که نتیجه توجیه‌گر وسیله برای آن‌ها بود. به هر حال، این شرایط به زودی تغییر کرد و این فرماندهان دیگر تحمل بسیار کمتری نسبت به آن داشتند. این تغییر رویکرد موجب افزایش تنش بین هیتلر و فرماندهان ارشد نظامی شد. هیتلر سعی داشت با ارتقا درجات مکرر و اعطای نشان‌های فراوان، وفاداری آن‌ها را حفظ کند که این اقدام موجب کاهش اعتبار این درجات و دستیابی افراد نالایق به آن‌ها شد. هیتلر از طریق افزایش مداخلات شخصی به دنبال مقابله با ابعاد در حال تشدید جنگ بود و می‌پنداشت دستیابی به پیروزی را نباید به «قضاوت ناقص» ژنرال‌ها متکی ساخت. توسل به دکترین تاکتیکی فرمان‌محور توسط هیتلر، آسیب جدی به عملکرد نظامی آلمان وارد آورد. برای مثال هیتلر به این نتیجه رسیده بود که محاصره‌ها با مقیاس بزرگ همیشه معیوب هستند و باید با تحرکات کوچک‌تر جایگزین شوند. چنین رویکردی که با اهداف گسترده‌تر و مفاهیم عملیات ناسازگار و ذاتاً با آن در تناقض بود موجب برانگیخته شدن اعتراض فرماندهان ارشد همچون هالدر، فن بک و گودریان می‌شد. در یک مورد، هیتلر با کنار نهادن نظرات والتر فن براوخیچ، فرمانده نیروی زمینی، به گروه ارتش مرکز دستور داد به جای بستن حلقه محاصره در مینسک، محاصره بسیار کوچک‌تری دیگری در غرب آن ایجاد کنند؛ به هر صورت در این مورد با اصرار فدر فن بک، فرمانده گروه ارتش مرکز، بر خلاف نظر هیتلر، حد محاصره به مینسک رسید و آلمان پیروزی شگرفی کسب کرد. هالدر با ناراحتی از مداخلات هیتلر روز ۲۸ ژوئیه می‌نویسد: «او دوباره ادای جنگ‌سالاران را درمی‌آورد و با گونه‌ای از نظرات نامعقول ما را آزار می‌دهد که تمامی پیروزی‌های حاصل از عملیات‌های شگفت‌انگیز ما را به خطر می‌اندازد.» دخالت‌های هیتلر که ارتش سرخ شوروی را دست‌کم گرفته بود و توافقی با فرماندهان ارشد نیروی زمینی در ارتباط با تمرکز نیروها و اهداف بلند مدت راهبردی عملیات نداشت، پیچیدگی شرایط را افزایش داده و موجب پخش شدن منابع محدود آلمان به‌خصوص در جبهه مسکو جهت پرداختن به جناحین گردید. سرهنگ آدولف هویزینگر، رئیس بخش عملیات‌های فرماندهی عالی نیروی زمینی، در این باره به صورت خصوصی می‌نویسد: «بی‌قراری بی‌وقفه و مداخله دائمی از بالاترین مقام، که کاملاً غیر ضروری است. تشدید شرایط بد نتیجه آن است.» هالدر نیز در یادداشت‌های شخصی خود در اواخر ماه اوت می‌آورد: «من شرایطی را که دخالت‌های پیشوا پدیده آورده‌است برای فرماندهی عالی نیروی زمینی غیرقابل تحمل می‌بینم. هیچ‌کس جز خود پیشوا مسبب حرکت زیگ‌زاگی حاصل از فرامین پی‌درپی او نیست.»

## شکست در جنگ سیاسی
با وجود این که در جریان طرح‌ریزی، مطالعه عملیاتی فون لوسبرگ در فرماندهی عالی ورماخت، خواهان بهره‌گیری از احساسات ضد حکومتی مردم شوروی علیه رژیم کمونیستی آن در جهت منافع آلمان شده بود، طرح نهایی عملیات بارباروسا دربردارنده هیچ تلاشی برای همراه کردن هیچ بخشی از مردم شوروی نبود. بر این اساس تصور می‌شود عدم درک واقع‌بینانه از لزوم به پا کردن یک «جنگ سیاسی» سبب دست زدن به اقداماتی چون اجرای فرمان کمیسار در کشتار عناصر حزب کمونیست شوروی در یگان‌های ارتش سرخ و در نتیجه عدم همکاری مناسب بومیان مناطق به تصرف درآمده و باختن قافیه به تبلیغات دستگاه استالین در بسیج توده‌ها علیه آلمان شد. آلمانی‌ها توجهی به خصومت رخنه کرده در میان مردم شوروی نسبت به ستمی که حاکمیت استالین بر آن‌ها روا داشته بود، نداشتند و به‌جای به‌کارگیری این مردم در ساقط‌سازی رژیم کمونیستی، با اقدامات خود آن‌ها را به آغوش حاکمان شوروی فرستادند. پنداشته می‌شود تنها یک سخنرانی مستقیم رادیویی توسط هیتلر برای مردم شوروی و دادن وعده‌های تاکتیکی و دست کم ظاهری نظیر خود مختاری، انحلال مزارع جمعی، بازگرداندن کلیساها و پایان کمونیسم و تشویق آن‌ها به قیام علیه حاکمان سرکوبگرشان می‌توانست آشوب عظیمی در رژیم استالین ایجاد کند که با غفلت از آن آلمانی‌ها فرصت بزرگی را از دست داده‌اند. آلمانی‌ها همچنین تلاشی در جهت برانگیختن اقلیت‌هایی چون اهالی منطقه بالتیک و اوکراین در مقابل سلطه قومیتی روس‌ها بروز ندادند. ایمان به پیروزی نهایی و حصول این مقصود پیش از امکان واکنش سازمان‌یافته طرف مقابل، از عوامل چنین رویکردی در آلمانی‌ها به حساب می‌آید.
بر این اساس، شکل رفتار با مردم سرزمین‌های تصرف شده، نه تنها کمکی به پیشروی نیروهای آلمانی نکرد بلکه در اثر احتمال اقدامات خصمانه از طرف این مردم، روز به روز نیاز بیشتری به استقرار نیرو در این اراضی جهت سلطه بر آن‌ها پدیدار می‌شد که این مسئله فشار بر منابع از پیش محدود آلمان را افزایش می‌داد. ضروریات شرایط جنگی در فائق آمدن بر بی‌میلی طبیعی نسبت قتل انسان‌های دیگر باعث می‌شد سربازان ورماخت همانند بسیاری دیگر از ارتش‌های ملل دیگر، سعی در «شیطان‌انگاری» دشمنان داشته باشند و این مسئله در کنار اوضاع دهشت‌بار جبهه شرقی به‌طور طبیعی موجب روی آوردن آن‌ها به اشکالی از اقدامات بی‌رحمانه می‌شد. توسل مکرر شوروی به اقدامات جنایتکارانه رفتار آلمانی‌ها را هر چه بیشتر رادیکال می‌کرد. از طرفی کمبودها و معضلات تدارکاتی سبب می‌شد فشار بیشتری توسط آلمانی‌ها بر مردم محلی جهت تأمین مواد غذایی نیروهای خود و علیق مورد نیاز اسب‌ها، وارد آید و بدرفتاری با آن‌ها افزایش پیدا کند. گزارشی از جانب اس‌اس چنین رفتاری را موجب خدشه‌دار شدن نگرش مثبت نسبت به آلمانی‌ها دانسته‌است. در همین شرایط انتشار سریع اخبار و داستان خشونت روا داشته شده توسط نیروهای آلمانی علیه اسرا از روز نخست که بسیاری از آن‌ها اغراق شده و ساختگی بودند، موجب شد هزاران نفر از کمیسارها، سربازان یهودی و افراد دیگر از ترس سرنوشت وحشتناک تسلیم شوندگان، منفعتی در تسلیم شدن نبینند و به مقاومت ادامه دهند تا دشواری کار آلمانی‌ها افزون شود. بدین ترتیب رویکرد حاکمان آلمانی نسبت به مردمان سرزمین‌های به سلطه درآمده در کنار عرق وطن‌پرستی آن‌ها سبب افزایش مقاومت مردم شوروی در مقابل آلمانی‌ها می‌گشت.

## پارتیزان‌های شوروی
اغلب تلفات نیروهای آلمانی در این عملیات بیش از آن که مربوط به نبردهای عمده در درگیره‌های متعارف با نیروهای ارتش سرخ باشد، حاصل مجموعه‌ای از مقاومت‌های متعدد سازمان نیافته نیروهای دشمن در نقاط مختلف بود. در قالب تاکتیک عملیاتی بلیتس‌کریگ پیشروی نیروهای زرهی ورماخت تقریباً تماما از طریق جاده‌ها صورت می‌گرفت و «تمام جنگ» برای آن‌ها کم و بیش در این جاده‌ها اتفاق می‌افتاد. این به این معنا بود که، در شرایطی متناقض، خط مقدم آلمانی‌ها بدون سلطه بر اراضی پشت‌سرگذاشته‌شده، پیش می‌رفت و اهداف تعیین‌شده ظاهراً محقق می‌شد؛ درحالی‌که عناصر قدرتمندی از دشمن همچنان همه جای این اراضی پشت سر پراکنده بودند. هالدر روز ۱۶ ژوئیه می‌نویسد: «در نواحی که هوت و گودریان از آن عبور کرده‌اند گروه‌های بی‌شماری از دشمن با قابلیت رزم لشکرهای موتوریزه ما را وادار به ایجاد خط مقدم در همه جهات می‌کنند.» در حالتی منحصر به فرد در تاریخ نظامی، آلمانی‌ها بخش بزرگی از یگان‌های تدارکاتی خود را جهت تأمین نیروهای طلایه‌دار زرهی، جلوتر از بیشتر نیروهای خود (پیاده‌نظام) قرار می‌دادند. بدین ترتیب با حضور عناصر دشمن در فضای خالی پشت خط مقدم، خطوط تدارکاتی و ارتباطی قوای زرهی مداوما در معرض خطر قرار داشت و به شکل اجتناب‌ناپذیری تلفات سنگینی متحمل می‌شد. در تاکتیک خام اما اثرگذار مورد استفاده نیروهای شوروی گروه‌های کوچکی از سربازان ارتش سرخ مواضع خاصی از نیروهای بی‌اطلاع آلمانی را هدف قرار می‌دادند و آن‌ها را مجبور به نبرد تن‌به‌تن می‌کردند که تا آن زمان تجربه نکرده بودند. این نیروها با استفاده از جنگل‌های متراکم و مزارع با گیاهان بلند بر سر راه‌هایی که آلمانی‌ها به استفاده از آن وابستگی داشتند، کمین می‌گذاشتند و به آن‌ها حمله می‌بردند. این شرایط برابری بیشتری بین دو طرح حتی با وجود برتری هوایی و تسلیحاتی طرف آلمانی ایجاد می‌نمود و در کل بلافاصله گونه‌ای از مقاوت مؤثر پارتیزانی را آغاز کرد. در روش‌های غیر مستقیم پارتیزان‌ها پل‌ها، خطوط آهن و سایر زیرساخت‌های حیاتی را هدف قرار می‌دادند که وقت و منابع زیادی را از آلمانی جهت تعمیر آن‌ها می‌گرفت.
فرمانداران غیرنظامی که جهت اداره اراضی تصرف‌شده برگزیده می‌شدند، نیز با اقدامات خود نظیر بد رفتاری با بومیان، غارت اموال مادی و فرهنگی آن‌ها و سعی در آلمانی‌سازی، به این شرایط دامن می‌زدند و این موضوع باعث به پا شدن و شدت گرفتن فعالیت‌های پارتیزانی در این مناطق می‌شد؛ به وجهی که لشکر دویست و پنجاه و پنجم پیاده‌نظام ورماخت گزارش می‌کند غارت اموال بومیان «مردم را دلخور می‌کند و عملاً آن‌ها را به آغوش پارتیزان‌ها سوق می‌دهد.» گروه‌های پارتیزانی شامل غیرنظامیان، اعضای حزب کمونیست، سربازان به اسارت در نیامده و اسرای متواری شده بودند. با افزایش بزرگی ناحیه عملیاتی لوفت‌وافه وادار می‌شد نیروهای خود را به پایگاه‌های هوایی شرقی‌تر جدید با تهجیزات اندک منتقل کند. این پایگاه‌های هوایی جدید به شکل خاصی در مقابل حملات نیروهای پراکنده دشمن در مناطق پشت خط مقدم آسیب‌پذیر بودند. پیشروی مداوم و فقدان نیروهای امنیتی در اراضی پشت خط مقدم، محافظت از مواد غذایی و نفت غنیمت‌گرفته‌شده را برای آلمانی‌ها «غیرممکن» و غارت آن‌ها توسط دشمن را «غیرقابل جلوگیری» کرده بود. در یک مورد گروه زرهی ۳ زیر حملات پارتیزانی، درخواست اعزام نیروهای ذخیره ارتش نهم برای پاکسازی جنگل‌ها را کرد. درحالی‌که، گستردگی این مناطق و محدودیت در قوای ذخیره این امر را غیرممکن ساخته بود. حملات پارتیزانی به اندازه‌ای بالا گرفت که در برخی نواحی خودروی‌های آلمانی اجازه تردد شبانه نداشتند. در این شرایط سه لشکر امنیت گروه ارتش مرکز برای اداره اراضی اشغالی کافی نبود و فرماندهی این گروه ارتش مجبور می‌شد لشکرهای عادی دیگر خود را موقتاً بدین جهت به این مناطق اعزام کند. ماه ژوئیه جز یگان‌های امنیت و نیروهای متحد، آلمانی‌ها شش لشکر عادی خود را صرف مبارزه با پارتیزان‌ها کردند. به هر صورت این نیروها از آموزش لازم برای چنین وظیفه‌ای برخوردار نبودند. بر اساس یک برآورد، آلمانی‌ها در مجموع وادار شده بودند حدود ۱۰ درصد از نیروی انسانی خود را صرف مبارزه با پارتیزان‌ها کنند. بدین ترتیب در هیچ نقطه زمانی از جنگ، نیروهای امنیتی آلمانی موفق نشدند این مقاومت پارتیزانی را از بین ببرند؛ درحالیکه روز به روز تعداد و تأثیر این عملیات‌ها افزایش میافت.

## جنگ فرسایشی
بر خلاف ورماخت، برای ارتش سرخ لازم نبود در سال ۱۹۴۱ پیروز جنگ شود؛ این نیرو فقط کافی بود به اندازه‌ای طاقت بیاورد که توان تهاجمی آلمان فرسوده گردد. شوروی با آگاهی از این که تنها فرصت آلمان برای پیشروی سریع در تمامی طول جبهه تابستان سال ۱۹۴۱ است، جنگ را هر چه بیشتر به طرف نبردهای موضعی کشاند تا با درگرفتن نبردهای شدید تن به تن، خسارات و تلفات دامنه‌داری به تجهیزات و نفرات مهاجمان آلمانی بخورد؛ چرا که آلمان با توجه به محدودیت‌هایش قادر به تحمل یک جنگ فرسایشی شدید در مقابل یک حریف قدرتمند از منظر اقتصادی و نظامی که ظرفیت نیروی انسانی و تولیدات جنگی بیشتری داشت، نبود. بیشتر تلفات نیروهای آلمانی مربوط به اوقات توقف آن‌ها بود که زیر ضد حملات دشمن قرار می‌گرفتند؛ در حین پیشروی تلفات آن‌ها به شکل قابل ملاحظه‌ای کمتر بود. نبردهای غیر متحرک فرسایشی همواره باعث مصرف میزان بالایی از مهمات از جمله براب توپخانه و خمپاره‌اندازها می‌شد که ورماخت اساسا در آن‌ها بود. بدین ترتیب، به محض این که ورماخت حداکثر توان عملیاتی خود را از دست داد و جنگ به جای نبردهای سریع با رزم وابسته به منابع جایگزین شد، ورق به شکل مهلکی بر ضد آلمان بازگشت و این کشور گرفتار شرایطی شد که از آن گریزان بود. هیتلر و نیروهایش اینک در منجلابی گرفتار آمده بودند که نه تحمل شدت فرسایش آن را داشتند و نه قادر به پایان دادن به آن بودند. بدین ترتیب عملیاتی که برای انهدام ارتش سرخ طراحی شده بود متناقضا خود ورماخت را از بین برد.

## سرمای زمستان
از بخت بد آلمانی‌ها حتی بر اساس استانداردهای روسیه، زمستان سال ۱۹۴۱ به شکل استثنایی شدیدتر از معمول بود؛ به وجهی که بر طبق خاطرات هاینتس گودریان، دمای منفی ۵۰ درجه نیز ثبت گشت. با این حال آمادگی آلمانی‌ها برای ادامه عملیات در فصل زمستان مخصوصا در ارتباط با تجهیز پیاده‌نظام، خودروهای آن‌ها و آرایش‌های زرهی، به شکل اسفناکی ناکافی بود؛ چرا که آلمانی‌ها تصور می‌کردند عملیات پیش از فرا رسیدن زمستان به پایان خواهد رسید. از این رو البسه زمستانی تنها برای ۶۰ لشکری که پیش‌بینی می‌شد به عنوان نیروی نظامی پس از پیروزی در روسیه باقی خواهند ماند، سفارش داده شده بود. تأخیر اولیه در آغاز عملیات و انحراف نیروهای گروه ارتش مرکز به سمت شمال و جنوب که تهاجم نهایی به مسکو را به تأخیر انداخت، از عمده دلایل مواجهه آلمانی‌ها با فصل زمستان دانسته شده‌است. پس از رسیدن فصل سرما، فرماندهی عالی نیروی زمینی ترابری سوخت و تسلیحات را بر البسه زمستانی جاگیر اولویت می‌داد. آلمان در جریان نبرد مسکو در تلاش بود با یک تلاش همه‌جانبه نهایی جنگ را به پایان برساند و از صرف همه منابع بر این هدف دریغ نمی‌کرد. از این جهت، درخواست برای البسه زمستانی نه‌تنها رد می‌شد بلکه به نقل از گودریان به ارتش‌ها فرمان داده شد «دیگر از این نوع درخواست‌های غیرلازم مطرح نکنند.» به هر صورت، مقداری ادوات و البسه زمستانی در نهایت به نیروهای خط مقدم رسید اما به اندازه‌ای نبود که نیاز بیشتر نیروهای جبهه شرقی را تأمین کند. نظام تدارکات‌رسانی آلمان که از پیش ناتوان از رساندن مقادیر لازم سوخت، مهمات و غذا به جهت حفظ تهاجم به مسکو بود، از عهده انتقال این اقلام برنمی‌آمد. بدین شکل فاصله زیادی بین مقدار اقلامی که از طرف فرماندهی عالی به خط مقدم ارسال شد با مقداری که در حقیقت به دست این نیروها رسید وجود داشت.
به هر ترتیب، قرار گرفتن طولانی مدت در معرض سرما فشار شدید جسمانی بر نیروهای پیاده‌نظام وارد می‌آورد و آب‌وهوای به شدت سرد بر عملکرد همه انواع تسلیحات اثر می‌گذاشت و بسیاری از آن‌ها را بلااستفاده می‌کرد. لایه ضخیم برف بر روی زمین تأثیر ادوات انفجاری همانند نارنجک‌ها، خمپاره‌ها و توپخانه را کاهش می‌داد. سربازان آلمانی که تقریباً مداوما در حالت رزم بودند، مجبور بودند برای در امان ماندن از آتش دشمن در جان‌پناه‌های گل‌آلود و مرطوب قرار گیرند. شیوع بیماری‌های حاصل از سرما به سرعت ضایعات زیادی در بین نیروهای آلمانی بر جای گذاشت. سرمای شدید موجب سرمازدگی هزاران تن از قوای آلمانی شد. آلمانی‌ها جهت جلوگیری از یخ زدن و از کار افتادن موتور خودروها و تانک‌های خود مداوما آن‌ها روشن نگاه می‌داشتند که این مسئله موجب هدر رفتن سوخت ارزشمندی می‌گشت که ورماخت در مضیغه آن بود. سرمای هوا به ویژه در اثر کاهش شدید میل افراد نسبت به استحمام و شست‌وشوی البسه کثیف و پرحشره، موجب زوال هر چه بیشتر شرایط بهداشتی نیروهای آلمانی می‌شد. در این حال سربازان آلمانی وادار می‌شدند لباس گرم را از تن سربازان مرده و اسیر شوروی درآورده و بپوشند. این مسئله خالی از مشکل نبود و گاهی به جهت شباهت استفاده‌کنندگان از این لباس‌ها به سربازان دشمن، حتی با وجود نشان‌های نظامی ورماخت، مورد هدف آتش خودی قرار می‌گرفتند. این شرایط علاوه بر انسان‌ها، به اسب‌ها که ورماخت به شدت برای ترابری به آن‌ها نیاز داشت، تلفات وارد می‌نمود. بسیاری از اسب‌های مورد استفاده ورماخت در فصل زمستان همچنان از نعل‌های تابستانی استفاده می‌نمودند که امکان پیشروی در سطح یخ‌زده راه‌ها را از آن‌ها می‌گرفت و موجب لغزش و خوردن آن‌ها به زمین می‌شد که نتیجه آن شکستی پاهای اسب و در نهایت مرگ بود. در بعد دیگر، شرایط زمستانی علوفه را کمیاب می‌کرد و تغذیه اسب‌ها را به شاخ و برگ درختان و پوشال سقف خانه دهقانان تقلیل می‌داد. تا اوایل ماه نوامبر تنها ۶۵ درصد از ترابری اسب‌کشنده لشکرهای پیاده‌نظام ورماخت باقی مانده بود.

## انتقال صنایع شوروی
شوروی پیش از آغاز جنگ هیچ برنامه‌ای برای تخلیه صنایع خود به مناطق شرقی نداشت و به شکل متناظری آلمانی‌ها که تسلط بر این منابع جزو اهداف اصلی آن‌ها در عملیات بود، نیز پیش‌بینی از امکان و توانایی شوروی در دست زدن به چنین عملی نمی‌کردند. با اولویت‌بخشی به حداکثرسازی تولید تسلیحات، شوروی بسیاری از صنایع مربوط به آن را در مناطق توسعه‌یافته‌تر غربی خود از جمله اوکراین، متمرکز نموده بود. به هر صورت، دو روز پس از آغاز تهاجم آلمان، روز ۲۴ ژوئن شوروی یک شورای تخلیه جهت انتقال تمامی صنایع این کشور به همراه کارگران آن به اراضی شرقی دور از دسترس آلمانی‌ها ایجاد کرد. با تلاش گسترده این شورا قریب به ۲۶۰۰ مرکز صنعتی و ۵۰ هزار کارخانه و کارگاه کوچک‌تر شوروی به همراه کارگران آن‌ها به زودی به شرق منتقل گشتند. در عرض ۴۰ روز آغاز جنگ شوروی بیش از دو و نیم میلیون نفر را از اراضی غربی تخلیه کرد. صدها هزار اسب و میلیون‌ها راس دام به همراه این جمعیت به نواحی شرقی منتقل گردیدند. این تخلیه که با سرعتی خارق‌العاده در مقابل پیشروی برق‌آسای آلمانی‌ها و زیر حملات هوایی لوفت‌وافه صورت پذیرفت نقش بسزایی در تاب‌آوری اقتصادی شوروی داشت و موجب ادامه تولیدات جنگی حیاتی شوروی در سطحی بالا شد.

## راهبرد زمین سوخته
بنا بر دستور سری ۲۷ ژوئن استالین، رژیم حاکم بر شوروی تمامی تلاش خود را کرد که تمامی چیزهایی که قابل انتقال نبودند و ممکن بود مورد استفاده آلمانی‌ها قرار بگیرند، همچون محصولات کشاورزی، را پیش از عقب‌نشینی از بین ببرد. در این جهت بیشترین تمرکز بر انهدام ادوات ترابری و نیروگاه‌های برق قرار گرفت. برای مثال لوکوموتیوها و مراکز تعمیر آن‌ها که امکان انتقال نداشتند تخریب شدند و با انهدام اجزای کلیدی آن، سد برق آبی رود دنیپر توسط نیروهای در حال عقب‌نشینی شوروی آسیب دید. بر خلاف شرایط جبهه غربی، فواصل طولانی و بدی راه‌ها در شوروی امکان تصرف سریع منابع پیش از انهدام آن‌ها توسط مدافعان را از آلمانی‌ها گرفته بود. با وجود این که شرایط در نواحی مختلف متفاوت بود و مقاومت مردم محلی که از بروز قحطی دیگری واهمه داشتند، این عمل عناصر حاکمیت را با اختلال مواجه می‌ساخت اما به صورت کلی هر چه به طرف شرق پیش رفته می‌شد شدت خرابی‌های حاصل از راهبرد زمین سوخته شوروی فزونی میافت. تقریباً تمامی آبادی‌ها و شهرهای ناحیه عملیاتی از این راهبرد اثر برداشتند. نخستین اثر این اقدامات بر امور تدارکاتی مهاجمان آلمانی وارد آمد. با افزایش نیاز به بازسازی زیرساخت‌ها، تدارکات‌رسانی به نیروهای در حال پیشروی ورماخت سخت‌تر می‌گشت. این شرایط در بلند مدت مسئله اداره اراضی تصرف‌شده درا برای آلمانی‌ها شوارتر می‌ساخت. این مسئله در مجموع موجب تلف شدن وقت بسیار ارزشمند مهاجمان و صرف شدن هر چه بیشتر منابع از پیش محدود آن می‌گردید.

## کمک‌های ایالات متحده و بریتانیا به شوروی

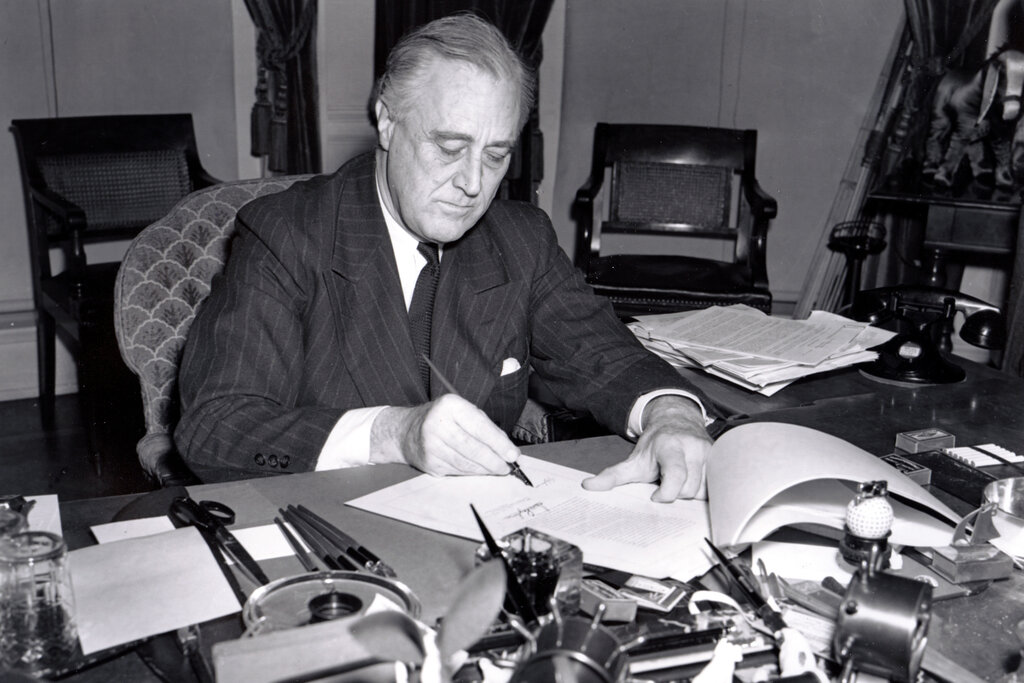
فرانکلین روزولت در حال امضای قانون وام و اجاره

تنها دو روز پس از آغاز تهاجم آلمان به شوروی، فرانکلین دلانو روزولت، رئیس‌جمهور ایالات متحده اعلام کرد کشورش «قصد دارد هر کمکی که می‌تواند به روسیه بکند». از مشاوران نظامی و غیرنظامی نیز روزولت با آگاهی از وخامت اضطراری اوضاع در اروپا، او را به صورت دادن اقدامی شدیدتر علیه آلمان تشویق می‌کردند. روزولت حمایت از شوروی را با قدم‌هایی موقت همچون آزادسازی ۳۹ میلیون دلار دارایی بلوکه شده این کشور در ایالات متحده آغاز کرد.
سران اتحاد جماهیر شوروی در پاسخ لیست بلند بالایی از خواسته‌ها ارائه کردند که مشخصا بسیار فراتر توانایی ایالات متحده در تأمین آن‌ها بود. این موارد شامل ۱٫۸ میلیارد دلار کمک مالی، ۶ هزار هواپیما و ۲۰ هزار توپ ضدهوایی می‌شد. شوروی همچنین از بریتانیا نیز خواستار ۳ هزار جنگنده، ۳ هزار بمب‌افکن، اتصال به شبکه سونار و مواد خام مانند آلومینیوم و لاستیک بود. شش هفته نخست تهاجم آلمان، شش و نیم میلیون دلار به شوروی صادر شد. اواخر ژوئیه سال ۱۹۴۱، روزولت با صدور یک فرمان ریاست جمهوری، تلاش کرد ارسال کمک‌ها را تسریع کند.
کنفرانسی آخر ماه سپتامبر سال ۱۹۴۱ در مسکو برگزار گردید و مقرر شد شوروی فوراً مورد حمایت قرار بگیرد. این توافق که روز یکم اکتبر سال ۱۹۴۱ به امضا رسید و با عنوان «پروتکل نخست» شناخته می‌شود، نخستین توافقنامه بین متفقین به حساب می‌آمد. بر اساس این توافق شوروی هر ماه ۴۰۰ هواگرد، ۵۰۰ تانک، ۱۰ هزار کامیون و طیف گسترده‌ای از سایر تدارکات دریافت می‌کرد. مقدار این حمایت‌ها تا پاییز سال سال نخست ۶۵ میلیون دلار و تا سال ۱۹۴۵ مجموعاً به عددی بالغ بر ۱۰ میلیارد دلار رسید. تولید تدارکات و ارسال آن‌ها زمان قابل ملاحظه‌ای می‌برد اما این اطمینان وجود داشت که ارتش سرخ با استفاده مناسب از آن‌ها، همواره جبهه فعالی برای به کار بردن آن دارد.

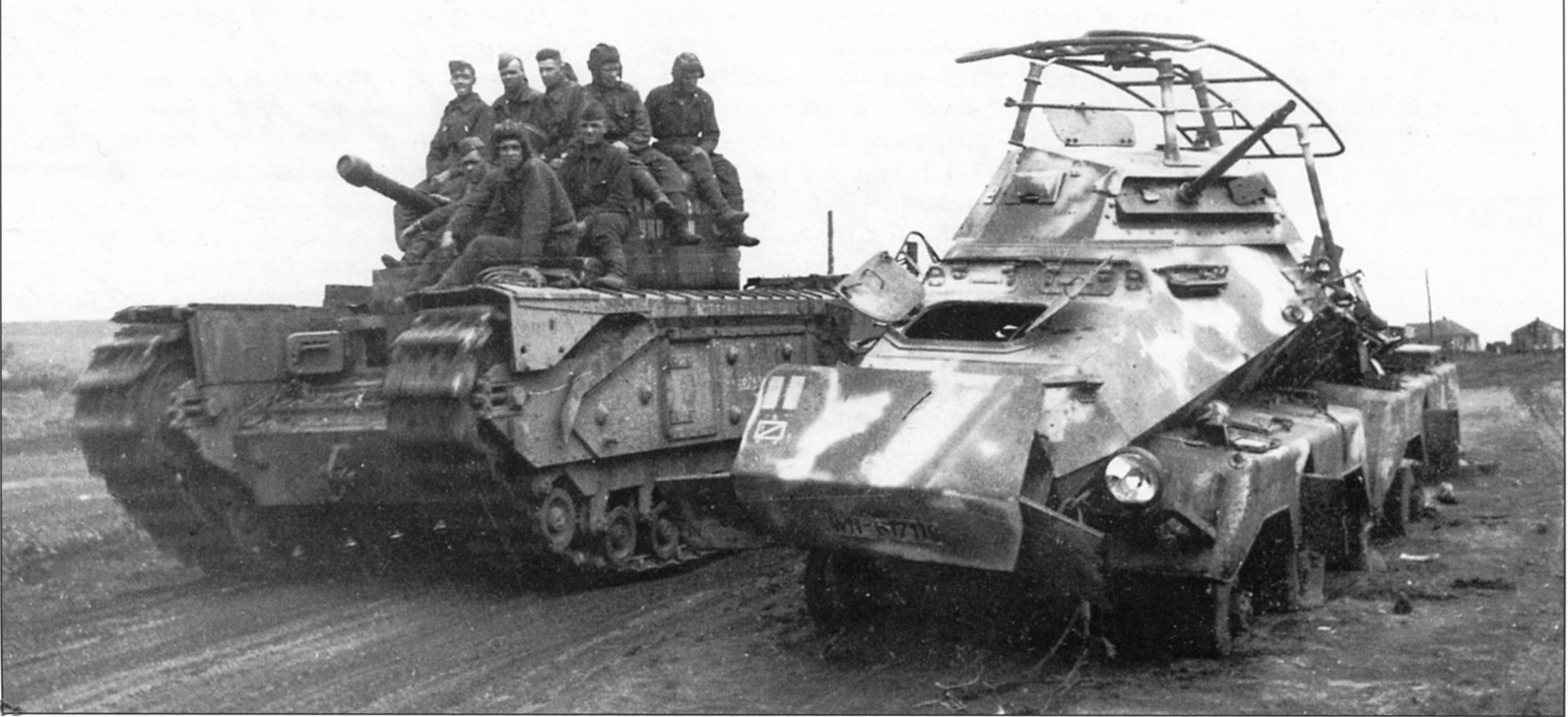
تانک بریتانیایی چرچیل ۴ (چپ) در خدمت ارتش سرخ

با توجه به این که کمک‌های ایالات متحده در طولانی مدت اهمیت میافت، کمک‌های بریتانیا به شوروی بر اساس پروتکل نخست، نه تنها از منظر عددی قابل توجه بود، بلکه در نبرد بر سر مسکو نقشی ارزشمند ایفا کرد. تا پایان سال ۱۹۴۱ بریتانیا موفق شد در مجموع ۶۹۹ هواگرد، ۴۶۶ تانک، ۸۶۷ خودرو و ۷۶ هزار تن تدارکات دیگر به شوروی برساند. منفعت ملموس این کمک‌ها در اوایل جنگ، در روحیه نیروهای ارتش سرخ قابل چشم‌پوشی نیست.
بریتانیایی‌ها که قادر به شکستن دستگاه رمزنگاری نظامی انیگمای آلمان شده بودند، همچنین از طریق رساندن کمک‌های اطلاعاتی، مخصوصا در جریان نبرد مسکو، به شوروی یاری رساندند.

## عدم مشارکت مؤثر ژاپن و فنلاند
عدم مشارکت مؤثر و همه‌جانبه امپراتوری ژاپن و فنلاند با آلمان در جنگ با شوروی نیز گاهی از علل ناکامی آلمان در تهاجم به شوروی برشمرده می‌شود. پس از آغاز عملیات بارباروسا ژاپنی‌ها با سرعت زیادی شروع به تجمیع نیروهای خود در مرز با شوروی در خاور دور کردند. فنلاندی‌ها پیشروی‌هایی به سمت شرق و جنوب صورت دادند. با این حال، ژاپنی‌ها با برگزیدن سیاست روی‌آوری به جنوب به جای حرکت به سمت شمال، پس از مدتی از شمار نیروهای خود در مرز با شوروی کاستند و فنلاندی‌ها به‌یک‌باره پیشروی خود در خاک این کشور را متوقف کردند. این مسئله با باز گذاشتن مسیر بندرهای مورمانسک و ولادیوستوک امکان دریافت مقادیر زیادی کمک برای شوروی از متفقین از طریق این نقاط را فراهم آورد. علاوه بر این با ثبات خط مقدم در مقابل این دو کشور، شوروی توانست بیش از یک میلیون نفر از نیروهای آموزش‌دیده خود را از این قسمت‌ها به خط مقدم با آلمان منتقل کند. به هر حال، با وجود این که امپراتوری ژاپن با فاصله قدرتمندترین متحد آلمان از منظر نظامی به حساب می‌آمد، خود آلمان هم در ابتدا میلی بر مشارکت مستقیم این کشور در عملیات بارباروسا نداشت و حتی از قبل این کشور را قصد خود برای تهاجم به شوروی مطلع نکرده بود؛ چرا که آلمانی‌ها تصور می‌کردند خود از پس از شوروی برخواهند آمد و از ژاپنی‌ها می‌خواستند با حمله به مستعمرات بریتانیا در آسیای جنوب شرقی، دیگر دشمن آلمان را تحت فشار قرار دهند.